# Episodi di Dragon Ball

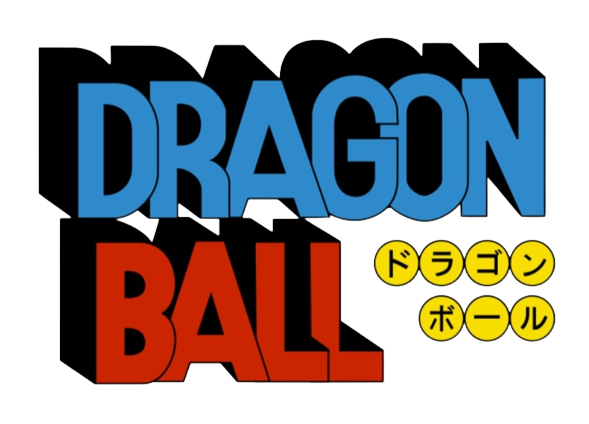
Logo della serie

Questa è la lista degli episodi di Dragon Ball, serie televisiva anime prodotta da Toei Animation come adattamento della prima parte del manga omonimo di Akira Toriyama. In Giappone la serie è andata in onda su Fuji TV dal 26 febbraio 1986 al 19 aprile 1989. In Italia la serie è stata trasmessa in prima TV da Junior TV. I primi 54 episodi sono stati doppiati dalla Play World Film e sono andati in onda nel 1989; successivamente Mediaset ne curò una nuova edizione e trasmise le puntate fino all'episodio 153 concludendosi nel 1998.
La colonna sonora della serie è stata composta da Shunsuke Kikuchi. La sigla di apertura adottata è Makafushigi Adventure (魔訶不思議アドベンチャー！?, Makafushigi Adobenchā!) di Hiroki Takahashi, mentre la sigla di chiusura è Romantic ageru yo (ロマンティックあげるよ?, Romantikku ageru yo), cantata da Ushio Hashimoto. La prima visione televisiva italiana su Junior TV ha mantenuto le sigle originali giapponesi, mentre per la successiva programmazione su Italia 1 è stata composta una nuova sigla dal titolo Dragon Ball, cantata da Giorgio Vanni.

## Lista episodi
Di seguito sono indicati i titoli degli episodi originali e dell'edizione italiana Mediaset. Fra parentesi è indicato il titolo dell'edizione del 1989 della Play World Film, della quale Junior TV trasmise solo i primi 54 episodi.
| Nº  | Titolo italiano Giapponese 「Kanji」 - Rōmaji | In onda           | In onda  |
| Nº  | Titolo italiano Giapponese 「Kanji」 - Rōmaji | Giapponese        | Italiano |
| 1   | Goku conosce Bulma (L'avventura comincia) 「ブルマと孫悟空」 - Buruma to Son Gokū | 26 febbraio 1986  | 1989     |
| 1   | Son Goku è un bambino orfano molto forzuto e con la coda da scimmia che vive da solo in montagna; Bulma è invece una ragazza alla ricerca di sette mitiche sfere, note come "sfere del drago", che nel caso vengano riunite insieme hanno la capacità di evocare il supremo dio drago Shenron, il quale può esaudire un desiderio. Prima di morire, il nonno di Goku ha donato al nipote una di queste sfere, quella dotata di quattro stelle. Dopo essersi incontrati, Bulma, che ne possiede già due, propone a Goku di unirsi a lei nell'avventura, avendo difatti intenzione di utilizzare a proprio vantaggio la forza del ragazzino e inoltre prendere in prestito la sua sfera. Appena partiti, Bulma viene rapita da un gigantesco dinosauro volante, ma Goku caccia via il mostro con il suo bastone magico, che si allunga e accorcia a piacimento. |                   |          |
| 2   | Comincia il viaggio (Prima tappa del viaggio) 「あらららー！タマがない！」 - Arararaa! Tama ga Nai! | 5 marzo 1986      | 1989     |
| 2   | Tramite una delle sue capsule trasformanti Hoi-Poi ("capsule Hoplà"), Bulma crea una casetta dove trascorrere la notte. Goku esce di casa per la fame a caccia nel bosco, e fuori vede per la prima volta in vita sua un elicottero, a bordo del quale si trovano Mei e Shu, fedeli servitori di Pilaf, anche loro alla ricerca delle sfere per conto del padrone (bramoso di soddisfare le proprie personali ambizioni di potere). Goku li salva da un branco di lupi inferociti e poi torna indietro con un paio di animali per cucinarseli. La mattina dopo i due incrociano Umigame, un maschio di tartaruga gigante, che sta cercando disperatamente la direzione del mare; Goku si offre volontario per portarvela, e dopo essersi preso in spalla l'enorme testuggine inizia a correre a tutta velocità, con Bulma che lo insegue a breve distanza sulla sua moto. |                   |          |
| 3   | La tartaruga (Il Genio Tartaruga) 「亀仙人のキント雲」 - Kame-sen'nin no kinto-un | 12 marzo 1986     | 1989     |
| 3   | Lungo la strada che conduce al mare Goku e Bulma si imbattono in un bestione gigantesco che vuole mangiarsi la tartaruga, ma esso viene facilmente sconfitto. In riva all'oceano la tartaruga li prega di aspettare e si tuffa, ritornando poco dopo con un vecchietto sulla schiena. L'uomo è il Genio delle Tartarughe (Maestro Muten) e come ricompensa per avere aiutato la sua amica dona a Goku una nuvoletta volante chiamata "Nuvola Speedy": solamente le persone buone e completamente pure di cuore possono salirci sopra. Bulma, accortasi della sfera a tre stelle che il Genio porta appesa al collo, se la fa regalare. Tornato alla sua isoletta vi ci trova Pilaf con i due scagnozzi, andati alla ricerca della sfera nella Kame House; il vecchio dice loro di averla data via, così i tre se ne vanno. |                   |          |
| 4   | Il rapitore (Olong il mago) 「人さらい妖怪ウーロン」 - Hitosarai Yōkai Ūron | 19 marzo 1986     | 1989     |
| 4   | Il Dragon Radar conduce Goku e Bulma in un villaggio. Qui gli abitanti vivono nel terrore per colpa di un mutaforma di nome Olong (Oscar) il quale ha già rapito molte ragazze del luogo. Una vecchietta del paese possiede la sfera a sei stelle; accetta di consegnarla loro se riusciranno a cacciare il terribile mostro e portare in salvo le fanciulle. Il mutaforma vuole sposare una di loro, così Goku viene convinto da Bulma a travestirsi da ragazza per trarlo in inganno e poterli così condurre al suo nascondiglio segreto; quando Olong lo scopre - gli vede fare pipì in piedi contro un albero - infuriato lo sfida a duello. Ma per proteggere la sua reale identità, quando dopo cinque minuti è ritornato al suo stato originale - che è quello di un innocuo maialino in divisa cinese - fugge dal villaggio abbandonando lo scontro: Goku lo insegue e lo sconfigge. Con il villaggio tornato al sicuro la vecchia dona loro come ringraziamento la sfera. |                   |          |
| 5   | Una coppia di cattivi (Yamcha il predone) 「つよくて悪い砂漠のヤムチャ」 - Tsuyokute Warui Sabaku no Yamucha | 26 marzo 1986     | 1989     |
| 5   | Bulma costringe Olong a unirsi al gruppo, pensando che la sua capacità di mutare forma potrebbe risultarle molto utile. Intrapresa una via fluviale, dopo un po' la loro imbarcazione termina il carburante, così si vedono costretti ad attraversare a piedi un'ampia zona desertica: qui vive Yamcha (Iamko), un giovane ma pericoloso bandito e il suo gatto mutaforma Pual (Puar), ex compagno di scuola di Olong. Goku e Yamcha, trovatisi l'uno di fronte all'altro, iniziano a combattere, ma quando l'aggressore vede Bulma, appena risvegliatasi da un sonnellino, essendo un tipo estremamente timido ogni qual volta si trovi davanti a una ragazza, preso dal panico scappa via a rotta di collo. |                   |          |
| 6   | Attenti alle sfere del drago (L'attentato) 「真夜中の訪問者たち」 - Mayonaka no Hōmonsha-tachi | 2 aprile 1986     | 1989     |
| 6   | Una delle capsule Hoi-Poi in possesso di Olong contiene un camper, così i tre possono passare la notte al coperto. Mentre Goku racconta tutto ciò che riguarda le sfere il nuovo conoscente aggiunge un sonnifero alle bevande, con l'intenzione di fuggire durante la notte. Yamcha e Puar, che hanno ascoltato sotto la finestra, hanno ora intenzione di rubare le sfere. Mentre Puar attira Olong fuori dal camper travestito da Goku il complice si insinua dentro ma, dopo avere casualmente toccato i seni di Bulma a letto, rimane sotto shock e deve essere scortato al covo da Puar in stato di semi-incoscienza. Al mattino Yamcha si ripresenta armato di lanciarazzi e distrugge il veicolo dei ragazzi, poi torna con una vettura in regalo in cambio del camper appena distrutto, scusandosi: ha segretamente installato un dispositivo di rilevamento sulla macchina in modo da poterli costantemente seguire. Infine Mei e Shu rimangono coinvolti nello scoppio della bomba che loro stessi avevano attaccato sotto il camper la notte precedente. |                   |          |
| 7   | Al Satan (Oxsatan sul monte Feydan) 「フライパン山の牛魔王」 - Furaipan Yama no Gyūmaō | 9 aprile 1986     | 1989     |
| 7   | Goku, Bulma e Olong giungono in prossimità del Monte Padella (Friggi-Friggi), con Yamcha e Puar sempre alle calcagna. Qui incontrano lo stregone del Toro (Al Satàn), temutissimo signore del luogo che vive in un castello sulla cima della montagna. L'omone riconosce immediatamente la nuvola speedy e si rende così conto che il bambino deve averla ricevuta da Muten, suo antico maestro d'arti marziali. Al Satàn ha inviato la figlioletta Chichi all'isola del Genio per prendere in prestito il ventaglio di Basho ("Ventaglio della Musa") che può spegnere le fiamme eterne sul Monte Padella; ma, non essendo ancora tornata, l'uomo chiede a Goku di andare a cercarla per accompagnarla da Muten; in cambio potrà avere la sfera in suo possesso. Goku decolla e, issata Chichi a bordo della nuvola, dopo avere chiesto indicazioni a un delfino, vola in direzione dell'isoletta. |                   |          |
| 8   | L'onda del Genio (L'onda del Genio Tartaruga) 「亀仙人のカメハメ波」 - Kame-Sen'nin no Kamehameha | 16 aprile 1986    | 1989     |
| 8   | Il maestro Muten acconsente volentieri a prestare a Goku il ventaglio; si ricorda però di averlo gettato via tempo addietro, così decide di andare lui stesso a spegnere il fuoco inestinguibile. Appena giunto alle pendici del monte Muten usa la sua famosa Kamehameha ("onda energetica") per spegnere le fiamme. L'onda spegne il fuoco, ma distrugge anche l'intera montagna con tutto il castello. Con l'aiuto del Dragon Radar Bulma è in grado di trovare tra le macerie la sfera a sette stelle; Goku intanto chiede a Muten se può insegnargli la tecnica della Kamehameha, ma gli viene risposto che a lui, l'Eremita della Tartaruga, ci son voluti ben cinquant'anni per poterla imparare. Il bambinetto ci prova in ogni caso, ed è miracolosamente in grado di farla al primo tentativo. |                   |          |
| 9   | Conigli e carote (Terrore in città) 「うさぎオヤブンの得意技」 - Usagi Oyabun no Tokui Waza | 23 aprile 1986    | 1989     |
| 9   | L'allegra brigata arriva in città per fare benzina. Tutti gli abitanti sembrano avere paura di Bulma, ma dopo che la ragazza compra alcuni vestiti nuovi e si libera del costume da coniglietta che aveva indossato fino a quel momento nessuno la nota più. Proprio mentre i tre stanno per andarsene due uomini con un copricapo a orecchie da coniglio cominciano a importunarli. Goku li batte entrambi, cosicché i due chiamano in soccorso "il capo", il cui nome è To Ninjinka. Costui è un grande coniglio parlante, il cui potere speciale viene dato dal tocco che trasforma chiunque in carota; Bulma lo schiaffeggia trasformandosi così immediatamente in una carota, che il mostro si appresta a sgranocchiare. Pual, inviato da Yamcha, si trasforma in un uccello che strappa la carota dalle grinfie del coniglio: ci pensa poi Goku a colpirlo con il suo bastone. Bulma torna normale e Goku, legati strettamente To Ninjinka e i suoi scagnozzi, li spedisce sulla Luna. |                   |          |
| 10  | Attenti ai ladri! (Bulma esprime un desiderio) 「Ｄ．Ｂ．うばわれる！！」 - Doragon Bōru Ubawareru!! | 30 aprile 1986    | 1989     |
| 10  | Mentre i tre stanno andando in direzione del luogo ove si trova l'ultima sfera Shu spara un razzo alla loro auto e si impossessa della valigia di Bulma. Goku cerca di acciuffarlo, ma lo perde di vista. Fortunatamente il bambino ha ancora con sé la propria sfera, cosicché Pilaf non può ancora esprimere il proprio desiderio, che è quello di asservire il mondo intero ai propri voleri. Anche le capsule Hoi-Poi di Bulma erano nella valigia e ora i ragazzi si ritrovano appiedati; la ragazza dispera di non potere più riuscire ad esprimere il proprio desiderio, ovvero trovare un bel fidanzato. In assenza di altre opzioni, Yamcha è costretto a dare loro un passaggio, così il gruppo può arrivare al castello di Pilaf. I ragazzi, addentratisi al suo interno, finiscono in un vicolo cieco, ma prima che possano tornare sui loro passi ecco scendere un muro che li intrappola. |                   |          |
| 11  | Prigionieri (In balia di Pilaf) 「ついに龍あらわる！」 - Tsui ni Doragon Arawaru! | 7 maggio 1986     | 1989     |
| 11  | Pilaf rilascia un gas narcotico all'interno della stanza in cui Goku e amici si trovano imprigionati; Mei poi entra e ruba la sfera a quattro stelle mentre tutti dormono profondamente. Quando si risvegliano si accorgono che la sfera è stata loro sottratta; ma per distrazione il muro è rimasto aperto, cosicché cominciano a correre per i corridoi labirintici. Pilaf li fa inseguire da gigantesche palline da flipper. Quando una di esse li ha messi alle strette arretra all'improvviso e un muro scende di nuovo, intrappolandoli nella stessa stanza di prima. Goku prova a usare un Kamehameha per distruggere il muro, ma riesce solo ad aprire un piccolo foro che conduce all'esterno, dove scorgono Pilaf che si appresta a evocare il dio Drago. Pual e Olong, trasformatisi in pipistrelli, volano attraverso il foro per cercare di rubare almeno una delle sfere, ma prima che possano avvicinarsi abbastanza ecco apparire Shenron. |                   |          |
| 12  | Il desiderio (Appare il dragone) 「神龍への願い」 - Shenron e no Negai | 14 maggio 1986    | 1989     |
| 12  | Nel disperato tentativo di fermarlo Olong interrompe il desiderio di Pilaf chiedendo al suo posto un paio di mutandine da donna: il desiderio viene esaudito e il dio drago scompare, con le sette sfere che si disperdono nuovamente ai quattro angoli del mondo e con Pilaf rimasto esterrefatto e furibondo. Goku riesce a distruggere il muro con un'altra Kamehameha, ma feroci cani da guardia appaiono: vengono presto nuovamente tutti presi in trappola. Trasportati in una cella con il soffitto di vetro che viene riscaldata raccogliendo energia solare, il gruppo si trova in una brutta situazione: se non faranno presto qualcosa il giorno dopo rimarranno bruciati vivi. Pual nota la Luna piena e Goku allora racconta la storia di un mostro che appare proprio durante le notti di plenilunio; è lui l'assassino di suo nonno Son Gohan. Egli aveva preavvertito il nipotino di non guardare mai la Luna, ma ecco che il ragazzo lo fa accidentalmente, si ritrova così trasformato poco dopo in Oozaru, uno scimmione gigantesco. |                   |          |
| 13  | Il mostro scimmia (Una spaventosa trasformazione) 「悟空の大変身」 - Gokū no Dai-Henshin | 21 maggio 1986    | 1989     |
| 13  | Goku, tramutato in mostruosa creatura, inizia a demolire il castello mentre i suoi amici riescono a fuggire, poi distrugge anche l'aereo su cui erano saliti a bordo Pilaf, Mei e Shu. Infine afferra Bulma preparandosi a divorarla. Ricordando che la coda è il punto debole di Goku Pual, tramutato in un gigantesco paio di forbici, gliela taglia. Goku allora immediatamente rimpicciolisce fino a tornare alla sua forma normale e dorme fino al mattino. Risvegliatosi, è sorpreso nel constatare che è rimasto privo sia di coda che di vestiti, prende in prestito i pantaloni di Olong e trova il suo bastone tra le macerie, ma stenta a mantenere l'equilibrio senza la coda. Bulma e Yamcha decidono di tornare alla "Città dell'Ovest" insieme come novelli fidanzati e Pual e Olong li seguono; Goku invece decide di andare a trovare Muten per chiedergli di diventare suo allievo. Bulma gli consegna il Dragon Radar, così che possa trovare la sfera a quattro stelle una volta che le sfere del drago - dopo un anno - saranno riapparse. |                   |          |
| 14  | Il rivale (A lezione dal Genio Tartaruga) 「悟空のライバル？参上！！」 - Gokū no Raibaru? Sanjô!! | 28 maggio 1986    | 1989     |
| 14  | Giunto dal Maestro Muten Goku si sente dire che sarà preso come allievo solo se condurrà sull'isoletta una ragazza; prova a condurgli prima una donna grassa e brutta, poi una bella sirena, ma nessuna delle due va bene. Improvvisamente un ragazzino di nome Crilin giunge in barca a remi chiedendo di essere allenato e, dopo che quest'ultimo gli regala delle riviste illustrate con immagini di donne nude, il Maestro lo accetta: poi li manda assieme in città per trovare finalmente una ragazza come si deve. Nel frattempo la nave con Yamcha e amici a bordo si schianta, cosicché il gruppo si trova costretto ad attraversare la giungla e il deserto. |                   |          |
| 15  | Una ragazza misteriosa (Lanch, la ragazza misteriosa) 「？な女の子ランチ」 - Fushigi na On'na no Ko Ranchi | 4 giugno 1986     | 1989     |
| 15  | Poiché Crilin non può sedersi sulla Nuvola d'oro è costretto a stare aggrappato alla schiena di Goku. Scorgono una donna che sta per essere attaccata da due uomini in divisa; dopo averli sconfitti conduce la giovane all'isola. Ciò che nessuno di loro sa è che ella, di nome Lunch (Laura), stava per essere arrestata quando i ragazzi l'hanno vista: quando starnutisce si trasforma in un'avara, aggressiva, bionda criminale. Muten pare soddisfatto, gli piace così tanto Lunch che le propone di rimanere con loro in qualità di governante tuttofare. |                   |          |
| 16  | Cominciano le lezioni (La ricerca della pietra) 「修業・石さがし」 - Shugyō・Ishi Sagashi | 11 giugno 1986    | 1989     |
| 16  | I quattro neo-inquilini si dirigono verso un'isola più grande. Muten decide di testare le abilità dei suoi novelli allievi sulla velocità nei 200m, poi il maestro presenta ai ragazzi il test finale; fa un segno su una pietra e poi la getta nel bosco, ordinando loro di ritrovarla: il perdente dovrà andare a letto senza cena. Crilin cerca di ingannare il Maestro con una pietra falsa, ma non riesce nell'intento. Goku seguendo l'odore lasciato impresso dal vecchio trova la pietra, ma Crilin gliela ruba e i due combattono. Goku ha la meglio ma, quando il suo avversario lancia una pietra qualunque nel bosco Goku si mette a rincorrerla pensando che sia quella vera. Crilin riporta così la pietra al maestro Muten. La cena si conclude con tremendi dolori addominali per Muten e Crilin, poiché Lunch non sapeva che i pesci palla che aveva cucinato fossero velenosi. |                   |          |
| 17  | Le consegne del latte (La distribuzione del latte) 「命がけ！牛乳はいたつ」 - Inochigake! Gyūnyū Haitatsu | 18 giugno 1986    | 1989     |
| 17  | Crilin e Goku cominciano i faticosissimi allenamenti del Maestro Muten: dovranno consegnare di corsa il latte agli abitanti dell'isola, scalando montagne, attraversando burroni, saltellando a zig zag tra gli alberi e scappando da pericolosi animali. Iniziano così a prepararsi per partecipare al grande torneo annuale di arti marziali, la ventunesima edizione del Torneo Tenkaichi. |                   |          |
| 18  | Gli allenamenti (È duro allenarsi!) 「亀仙流きつーい修業」 - Kamesen-Ryū Kitsūi Shugyō | 25 giugno 1986    | 1989     |
| 18  | Goku e Crilin continuano a rinforzare il loro corpo aiutando gli abitanti dell'isola, arando enormi campi con le sole mani nude e lavorando in un cantiere di costruzioni. I ragazzi, però, si lamentano perché Muten non ha ancora cominciato a istruirli sulle arti marziali, impazienti come sono di imparare nuove mosse di lotta. Goku dimostra di essere già molto forte e può già spostare un enorme masso indicato da Muten come obiettivo finale dei loro allenamenti, ma quest'ultimo con uno stratagemma lo convince a continuare ad esercitarsi. Nel frattempo devono attraversare un lago inseguiti dagli squali e cercare di evitare uno sciame di vespe mentre si trovano legati ad un albero: fanno la stessa cosa ogni giorno con un guscio di tartaruga gigante sulla schiena. |                   |          |
| 19  | Il grande torneo (Inizia il torneo) 「天下一武道会はじまる」 - Tenka-ichi Budōkai Hajimaru! | 2 luglio 1986     | 1989     |
| 19  | Dopo otto mesi di questa durissima esistenza quotidiana e il corpo potenziato ai massimi livelli possibili - Muten ha insegnato loro che la lotta è solo espressione di una tale potenza - Goku e Crilin partono alla volta della città per partecipare al torneo Tenkaichi. Qui scoprono che dovranno combattere anche contro Yamcha. I ragazzi incontrano poi Bulma, Olong e Pual, venuti ad assistere agli incontri. Muten consegna quindi ai suoi due discepoli le uniformi rosse da combattimento con il suo simbolo stampato sulla schiena. Ci si prepara per sostenere le eliminatorie. |                   |          |
| 20  | Le eliminatorie (Il valore degli allenamenti) 「でるか？修業の威力」 - Deru Ka? Shugyō no Iryoku | 9 luglio 1986     | 1989     |
| 20  | Goku, Crilin e Yamcha partecipano ai turni preliminari del torneo Tenkaichi, suddivisi in quattro sezioni e con i primi due classificati che accedono alla fase finale: Goku butta fuori dal ring un gigante sfiorandolo appena, mentre Crilin si vendica di un vecchio compagno alla scuola di arti marziali da lui frequentata precedentemente scaraventandolo contro il muro. Tutti e tre gli amici riescono via via a battere i rispettivi avversari e ad accedere in tal modo ai quarti di finale. |                   |          |
| 21  | Il primo match (Pericolo per Crilin) 「危うし！クリリン」 - Ayaushi! Kuririn | 16 luglio 1986    | 1989     |
| 21  | Dopo essersi qualificati alle finali Goku, Crilin e Yamcha sono in attesa di sapere quali saranno i rispettivi avversari. Crilin deve scontrarsi con Bacterian, Yamcha con un misterioso vecchio, mentre Goku con Giran. Nel primo incontro Crilin viene quasi sconfitto da Bacterian (che non si è mai lavato una volta in tutta la vita e utilizza l'olezzo del proprio corpo e il fiato puzzolente in combattimento per paralizzare l'avversario), ma quando Goku gli ricorda che lui non ha il naso si riprende e sconfigge facilmente l'avversario a colpi di flatulenza. |                   |          |
| 22  | Un misterioso avversario (Jamcha contro Jackie Chan) 「ヤムチャVSジャッキーチュン」 - Yamucha Tai Jakkī Chun | 23 luglio 1986    | 1989     |
| 22  | Nel secondo incontro Yamcha viene battuto senza troppe difficoltà dal vecchio e misterioso Jackie Chun, velocissimo e di un'abilità sorprendente. Nel terzo incontro combattono invece Nam, un uomo silenzioso e molto devoto che con i soldi del premio vuole comprare l'acqua per il suo villaggio stremato dalla siccità, e Lan Fan, una bella ragazza: Lan Fan è piuttosto abile ma combatte anche in maniera estremamente scorretta, piangendo fingendo di essersi fatta male e mettendosi in bikini per cercare d'intenerire e mettere in imbarazzo l'avversario. Tuttavia Nam non si lascia né ingannare né distrarre e riesce a batterla. Durante l'incontro Yamcha osserva con estrema attenzione il comportamento e le mosse di Jackie Chun e si convince che il vecchio in realtà sia il maestro Muten. |                   |          |
| 23  | Il mostruoso bestione (Gillian il terribile) 「出たーっ！強敵ギラン」 - Deta—! Kyōteki Giran | 30 luglio 1986    | 1989     |
| 23  | Goku e Giran devono affrontarsi per l'ultimo incontro dei quarti di finale, che però deve essere posticipato al giorno seguente a causa di un forte acquazzone. Dopo l'interruzione imprevista i due si battono; Giran ricorre subito a strani trucchi che mettono Goku alle strette. Durante l'incontro, però, a Goku ricresce la coda, e il ragazzino si sente subito più forte: Giran, spaventato, decide di arrendersi, così vince l'incontro per abbandono dell'avversario. |                   |          |
| 24  | Una disperata difesa (La sconfitta di Crilin) 「クリリン必死の大攻防戦」 - Kuririn Hisshi no Dai-Kōbōsen | 6 agosto 1986     | 1989     |
| 24  | È arrivato il momento delle semifinali. Crilin deve affrontare il misterioso Jackie Chun, che somiglia esageratamente al vecchio maestro Muten. Yamcha continua a nutrire molti sospetti su di lui e la conferma ai suoi dubbi gli viene data dall'improvviso uso che Jackie fa proprio della speciale tecnica Kamehameha. Nonostante Crilin ce la metta tutta l'anziano avversario ha la meglio su di lui e accede così alla finalissima. |                   |          |
| 25  | Combattimenti aerei (L'incursione aerea) 「たて悟空！恐るべき天空Ｘ字拳」 - Tate Gokū! Osorubeki Tenkū-Pekeji-Ken | 13 agosto 1986    | 1989     |
| 25  | Nella seconda semifinale Goku affronta il saggio e silenzioso Nam: calmo e imperturbabile, si rivela anche molto forte e utilizza una potente tecnica aerea per mettere al tappeto Goku. Il piccolo si rialza e Nam allora vola più in alto per scagliare il colpo finale; Goku però riesce a superarlo in salto e il guerriero si schianta a terra fuori dal ring perdendo il match. Goku accede dunque alla finale contro Jackie Chun. Prima di andarsene proprio Jackie, che ha letto nel suo pensiero, dona a Nam una capsula che può contenere tonnellate d'acqua: il monaco riconosce in lui Muten. |                   |          |
| 26  | Il match finale (La grande finale) 「決勝戦だ！！カメハメ波」 - Kesshōsen da!! Kamehameha | 20 agosto 1986    | 1989     |
| 26  | È finalmente arrivato il grande momento. Goku e Jackie Chun (che in realtà è il maestro Muten) dovranno affrontarsi nel match finale del torneo Tenkaichi. Data la forza e abilità d'entrambi i contendenti sembra che nessuno dei due riesca ad avere la meglio; i colpi si susseguono ai colpi e i cambi di fronte sono repentini. Varie tecniche vengono mostrate, tra cui anche quella dell'ubriaco. |                   |          |
| 27  | La crisi (La crisi di Goku) 「悟空・最大のピンチ」 - Gokū ・Saidai no Pinchi | 27 agosto 1986    | 1989     |
| 27  | Il combattimento fra Goku e Muten è molto lungo, e giunge così il crepuscolo senza che nessuno dei due sia ancora riuscito a prevalere in maniera netta sull'altro. Mentre Muten usa la sua mossa finale contro Goku; il ragazzino vede la Luna piena e si trasforma ancora una volta in Oozaru, creando il panico nell'arena. Prima che l'Oozaru possa distruggere tutto, sapendo che deve fermarne a tutti i costi la furia, Muten usa la Kamehameha alla massima potenza: l'Oozaru scompare e sembra che Goku sia stato disintegrato. |                   |          |
| 28  | Il vincitore (Forza contro forza) 「激突！！パワー対パワー」 - Gekitotsu!! Pawā Tai Pawā | 3 settembre 1986  | 1989     |
| 28  | Muten non ha colpito Goku bensì la Luna, infatti il ragazzino si trova svenuto sotto un mucchio di macerie; rialzatosi, è fermamente intenzionato a continuare il suo combattimento. Entrambi i contendenti si trovano in uno stato di estrema sofferenza, l'uno affamato, l'altro indebolito dallo scontro con l'Oozaru. Ciononostante i due si battono ancora, finché entrambi cadono a terra stremati. Riesce ad alzarsi in piedi per primo Muten, esausto, che viene dichiarato vincitore: riprese le sue sembianze, torna dagli allievi e ricorda loro che non devono montarsi troppo la testa, poiché la strada per diventare esperti è ancora lunga e irta di difficoltà. I soldi del premio, che Muten sperava di spendere in compagnia di belle ragazze, vengono usati invece per pagare la cena a Goku. |                   |          |
| 29  | Il lago della visione (Il lago incantato) 「ふたたび冒険 さまよう湖」 - Futatabi Bōken Samayō Mizūmi | 10 settembre 1986 | 1989     |
| 29  | Il torneo Tenkaichi è terminato e Goku inizia le ricerche della sfera a quattro stelle, poiché essa è un caro ricordo del suo nonnino. Lungo la strada si imbatte in Nam; quest'ultimo è preoccupato perché il fiume del suo villaggio si trova in secca: è stato infatti bloccato da una diga costruita dai seguaci di Giran, l'ex avversario di Goku, a monte del corso d'acqua. Il ragazzino riesce a distruggere la diga e dopo una tempesta di sabbia poco lontano si forma un lago: i concittadini di Nam possono finalmente avere l'acqua sempre a loro disposizione. |                   |          |
| 30  | Un esercito misterioso (L'esercito misterioso) 「ピラフと謎の軍団」 - Pirafu to Nazo no Gundan | 17 settembre 1986 | 1989     |
| 30  | Pilaf si rimette alla ricerca delle sette sfere; lo stesso obiettivo ha anche un esercito misterioso di nome Red Ribbon (Fiocco Rosso), comandato dal capitano Silver. Goku, Pilaf e Silver finiscono per incrociare le loro strade nel negozio di un rigattiere che sembra essere in possesso della sfera a quattro stelle. In realtà la sfera si trova in un nido al di fuori del negozio (in seguito viene portata via da un uccello), e il rigattiere rifila a Pilaf un falso. Silver invece non cade nel tranello e uccide l'uomo: Goku intanto insegue Pilaf, convinto che lui abbia la sfera. |                   |          |
| 31  | Una fidanzata per Goku (Ritorno al villaggio) 「ゲゲ！ニセ悟空出現！！」 - Gege! Nise Gokū Shutsugen!! | 24 settembre 1986 | 1989     |
| 31  | Pilaf e Goku si accorgono che la sfera è falsa, mentre quella vera finisce nelle mani dello stregone del Toro. Nel tentativo di recuperarla Pilaf fa travestire Shu da Goku; appena atterrati si rendono conto che lo Stregone sta preparando la festa di nozze della figlia proprio con Goku. Durante la cerimonia arriva anche Silver che con i suoi uomini attacca il villaggio e, dopo averlo sconfitto, avvolgono lo Stregone in una rete. Pilaf trova la sfera nello stomaco di un enorme pesce e scappa: intanto Goku ha incontrato Chichi, la quale crede che il ragazzino sia giunto lì appositamente per sposarla. |                   |          |
| 32  | L'astronave nascosta (Il matrimonio va in fumo) 「消えた！？空とぶ要塞」 - Kieta!? Soratobu Yōsai | 1º ottobre 1986   | 1989     |
| 32  | Goku e Chichi salvano il villaggio e liberano lo Stregone del Toro. Silver si lancia all'inseguimento di Pilaf; la stessa cosa fa Goku. Pilaf, nascosta la propria astronave sotto terra, riesce a mettere in difficoltà gli avversari; il capitano però chiede rinforzi al quartier generale del Red Ribbon, riuscendo infine a farsi consegnare la sfera sotto la minaccia delle armi. |                   |          |
| 33  | La leggenda del drago (Goku e Silver faccia a faccia) 「竜の伝説」 - Doragon no Densetsu | 8 ottobre 1986    | 1989     |
| 33  | Silver si mette alla ricerca della sfera dalle cinque stelle, che è caduta tra le zampe di alcune scimmiette che vivono nella foresta vicina; appena atterrato fa appiccare un enorme incendio per stanarle. Anche Goku arriva cercando di impossessarsene, sperando sia la sfera di suo nonno; purtroppo però cade in un burrone e finisce nel fiume sottostante. |                   |          |
| 34  | Lo scontro con il governatore (La sconfitta di Silver) 「非情のレッドリボン」 - Hijō no Reddo Ribon | 15 ottobre 1986   | 1989     |
| 34  | Mentre i soldati di Silver scandagliano il fiume Goku grazie al Dragon Radar recupera la sfera e, anche se non si tratta di quella a quattro stelle, decide di tenersela. Il capitano Silver allora decide di affrontare personalmente il ragazzino, ma viene sconfitto: appena saputo del suo fallimento il Comandante Red - fondatore e capo assoluto del Red Ribbon - lo fa fucilare. Salito su uno degli aerei di Silver Goku si alza in volo, ma il velivolo finisce per schiantarsi su una montagna innevata; fortunatamente viene salvato da una bambinetta. |                   |          |
| 35  | Una piccola amica del Nord (Assalto alla torre) 「北の少女スノ」 - Kita no Shōjo Suno | 22 ottobre 1986   | 1989     |
| 35  | La bambina, di nome Sara, porta Goku al villaggio Jingle, dove abita con i genitori. Il ragazzino scopre che il Red Ribbon costringe gli abitanti a lavorare per loro, tenendo in ostaggio il capovillaggio nella Muscle Tower (Torre del Potere), un luogo oscuro e misterioso situato poco lontano. Goku decide allora di entrare nella torre e liberare l'uomo. |                   |          |
| 36  | Alla conquista della torre (Goku contro il robot) 「マッスル塔の恐怖」 - Massuru Tawā no Kyōfu | 29 ottobre 1986   | 1989     |
| 36  | Goku, apertosi un varco nella torre, viene attaccato dal gigantesco sergente Metallic, che si rivela essere un temibile cyborg. Metallic mette Goku in difficoltà, ma il ragazzino si difende bene e continua imperterrito lo scontro, provocando così l'esaurimento delle batterie dell'androide. |                   |          |
| 37  | Il ninja (Messaggero di morte) 「忍者ムラサキ参上」 - Ninja Murasaki Sanjō | 5 novembre 1986   | 1989     |
| 37  | Goku, salito al piano successivo della torre, si ritrova a dovere combattere contro il ninja Murasaki, all'interno del giardino artificiale in cui quest'ultimo abita. Nonostante la sua fama il ninja è abbastanza inetto, ma con l'ausilio di trucchi e scorrettezze varie riesce comunque a mettere Goku al tappeto. |                   |          |
| 38  | Cinque contro uno (Goku contro Murasaki) 「恐るべし！！分身の術」 - Osorubeshi!! Bunshin no Jutsu | 12 novembre 1986  | 1989     |
| 38  | Goku si rialza e Murasaki, incredulo e atterrito, chiama in soccorso i suoi quattro fratelli gemelli. I cinque Murasaki attaccano in gruppo ma Goku alla fine li sconfigge: il ninja decide allora di liberare il gigantesco Androide 8. |                   |          |
| 39  | Il robot Ottavio (Trappola finale) 「謎の人造人間８号」 - Nazo no Jinzōningen Hachi-gō | 19 novembre 1986  | 1989     |
| 39  | Androide 8 possiede un animo buono e gentile, totalmente incapace di fare del male ad alcunché; odiando la violenza si rifiuta pertanto di combattere. Goku sconfigge definitivamente Murasaki e, aiutato dall'androide (che ribattezza Ottone), riesce a uscire sano e salvo dall'intricato labirinto di cui è costituito il piano successivo della torre e a raggiungere finalmente la stanza di comando in cui si trova il generale White, che però fa cadere i due attraverso una botola in una stanza segreta sotterranea. |                   |          |
| 40  | Un terribile avversario (Il mostro di gomma) 「どうする悟空！！戦慄のブヨン」 - Dō Suru Gokū!! Senritsu no Buyon | 16 novembre 1986  | 1989     |
| 40  | Goku e Ottone devono combattere contro Sproing, un famelico mostro gommoso di colore rosa che sembra impossibile da distruggere: nessuno dei colpi sferrati da Goku riesce difatti ad andare a segno, in quanto rimbalzano sul corpo dell'avversario. Fortunatamente gli viene l'idea di aprire un buco nel muro, che fa entrare un vento gelido così da congelare il mostro, che alla fine viene tranquillamente frantumato come un pezzo di ghiaccio. Goku e Ottone si preparano quindi allo scontro decisivo contro il generale White. |                   |          |
| 41  | La caduta della torre (La distruzione della torre) 「マッスルタワーの最後」 - Massuru Tawâ no Saigo | 3 dicembre 1986   | 1989     |
| 41  | Messo alle strette da Goku, e con Ottone che prega l'ex-padrone di rinunciare alla sua cattiveria e crudeltà, il generale White finge di liberare il capovillaggio per poi prenderlo in ostaggio; prova anche a ricattare Ottone trattandolo da traditore, infine spara a Goku. A questo punto l'uomo meccanico, infuriatosi, fa volare White fuori dalla finestra con un pugno. Una volta usciti Ottone rade al suolo la Muscle Tower e i tre tornano al villaggio. |                   |          |
| 42  | Il segreto (Il ritorno di Murasaki) 「危機一髪！！ガンバレ８ちゃん」 - Kiki Ippatsu!! Ganbare Hat-chan | 10 dicembre 1986  | 1989     |
| 42  | Ottone ha con sé una delle sfera del drago, ma anche una bomba in corpo, installata vicino al suo cuore il giorno in cui è stato progettato. Per questo motivo si reca, insieme a Goku e Sara, dal dottore del paese per farsi operare e togliere l'ordigno. Il medico, che vive solo e isolato, è lo stesso che ha costruito Ottone per ordine di White; l'intervento viene messo in pericolo da Murasaki, che vuole vendicarsi uccidendo Goku e Ottone: alla fine il ninja viene ucciso dalla stessa bomba di Ottone dopo che essa gli era stata estratta. |                   |          |
| 43  | Alla ricerca di Bulma (id.) 「西の都のブルマんち」 - Nishi no Miyako no Buruma n'chi | 17 dicembre 1986  | 1989     |
| 43  | Il Dragon Radar si è danneggiato e Goku parte con la rediviva "Nuvola d'oro" (la credeva perduta per sempre dopo che gli era stata polverizzata da Silver) per cercare Bulma, l'unica in grado di ripararlo. Arrivato nella metropoli dove abita l'amica il ragazzino scopre, dopo non poche difficoltà - si procura i soldi necessari al taxi in una gara di lotta per strada e deve affrontare subito dopo due malviventi che cercano di rubarglieli - e accompagnato da un poliziotto, che Bulma è la figlia del Dr. Brief, fondatore della notissima "Capsule Corporation" e abita proprio nella sede dell'azienda. |                   |          |
| 44  | Pericolo in vista (Ancora insieme) 「悟空と仲間と 危険がいっぱい」 - Gokū to Nakama to Kiken ga Ippai | 24 dicembre 1986  | 1989     |
| 44  | Goku conosce i genitori di Bulma e scopre che lei e Yamcha sono in rotta a causa delle troppe ammiratrici del ragazzo, di cui lei è gelosa. Dopo avere riparato il Dragon Radar Bulma decide di seguire Goku nella ricerca delle sfere mancanti viaggiando assieme a lui sulla Nuvola d'oro grazie a un raggio riduttore di sua invenzione. Dopo essersi incontrati con Yamcha, Pual e Olong vanno tutti a visitare l'enorme luna park appena inaugurato sulla cima di un grattacielo. Intanto il governatore Red assolda la mercenaria Hasky perché rubi a Goku le sfere. |                   |          |
| 45  | La trappola (Avventura esplosiva) 「気をつけろ！空中の罠」 - Ki o Tsukero! Kūchū no Wana | 7 gennaio 1987    | 1989     |
| 45  | All'interno del luna park Goku e i suoi amici vengono ingannati da Hasky travestita da chiromante; ella riesce a rubare le sfere in loro possesso e a fuggire, ma Goku le recupera dopo avere disinnescato una bomba ad orologeria piazzata dalla donna nella piazza centrale del parco giochi. |                   |          |
| 46  | Ricerche subacquee (Il nuovo viaggio) 「ブルマの大失敗」 - Buruma no Daishippai | 14 gennaio 1987   | 1989     |
| 46  | La terza sfera si trova in fondo all'oceano; Goku però non riesce a raggiungerla a nuoto perché non ce la fa a rimanere in apnea abbastanza a lungo. Poco dopo Bulma, rimasta in attesa su un'isola vicina, viene attaccata da due soldati del Red Ribbon che cercano di violentarla: dopo essersene sbarazzati decidono di andare dal maestro Muten per chiedergli in prestito un sottomarino, ignari del fatto che ora è il generale Blue a stare alle calcagna di entrambi. |                   |          |
| 47  | Visita al Genio (La ricerca continua) 「ＫＡＭＥ ＨＯＵＳＥ 発見さる！！」 - Kame Hausu Hakken Saru!! | 21 gennaio 1987   | 1989     |
| 47  | Muten accetta di dare ai ragazzi la sua navetta sottomarina in cambio dell'apparecchio riduttore di Bulma - con il quale ha intenzione di spiare Laura mentre si spoglia all'interno del bagno - ma rivela anche loro che in prossimità del luogo in cui si trova la sfera è anche celato un favoloso tesoro appartenuto ai pirati. Mentre Goku, Bulma e Crilin si dirigono verso la sfera i soldati del Red Ribbon si preparano per attaccare l'isola di Muten, credendola la base operativa degli avversari. |                   |          |
| 48  | L'attacco (Avventura sottomarina) 「ブルー将軍 攻撃開始！！」 - Burū Shōgun Kōgeki Kaishi!! | 28 gennaio 1987   | 1989     |
| 48  | Crilin riesce a manovrare il sottomarino fino all'ubicazione della sfera. Il generale Blue pianifica di inseguire Goku, mentre un'altra squadra si dirige all'isola di Muten, creduto essere l'inventore del portentoso Dragon Radar. Nonostante le loro ricerche affannose i tre ragazzi non trovano la sfera sul fondo dell'oceano, ma sembra essersi incagliata dentro una fessura sottomarina. Nel frattempo il generale Blue prepara e lancia le sue forze d'attacco. Quando Crilin guida la navetta in una grotta i sottomarini del generale Blue li inseguono e li attaccano a colpi di siluro. |                   |          |
| 49  | Spedizione contro il Genio (La caverna) 「危うしランチさん」 - Ayaushi Ranchi-san | 4 febbraio 1987   | 1989     |
| 49  | Il generale Blue continua l'inseguimento e sperona il sottomarino di Bulma, Goku e Crilin contro i muri della caverna. Intanto la squadra del capitano Dark approda sull'isola del maestro Muten; quest'ultimo schernisce il capitano e poi attacca a sorpresa i suoi uomini, ci pensa infine Lunch in sembianze aggressiva a farli fuggire. Goku, Bulma e Crilin a stento scampano alla squadra del generale Blue ed emergono in un tunnel lungo e buio. Goku trova un pulsante e illumina il tunnel. Alla vista di uno scheletro Crilin conferma che quello è il covo dei pirati. Sentendo che la leggenda è vera al generale Blue vengono nuove idee. |                   |          |
| 50  | Le trappole dei pirati (Incubo in fondo all'Oceano) 「海賊たちのワナ」 - Kaizokutachi no Wana | 11 febbraio 1987  | 1989     |
| 50  | Blue continua a stare alle calcagna dei tre ragazzi, mentre il comandante Red è impaziente di risultati. Il trio arriva in una stanza con una trappola composta da lance che partono dai muri non appena si calpestano i pulsanti sul pavimento. Goku e Crilin saltano oltre il pavimento disseminato di pulsanti, poi fanno passare anche Bulma con l'aiuto del bastone. I soldati di Blue rimangono invece tutti uccisi dalla trappola, mentre il generale trova un passaggio segreto a lato del muro. Attraversando un altro buio passaggio Goku e amici cadono da una botola apertasi nel pavimento rischiando di finire in un fiume di lava sotterraneo: Goku li tira fuori con il suo bastone. Il generale Blue viene attaccato da un'anguilla elettrica, ma riesce a ucciderla. Quando il trio entra nel porto dei pirati un robot emerge, determinato a eliminare gli intrusi. |                   |          |
| 51  | Terrore negli abissi (Il terribile guardiano) 「海底のガードマン」 - Kaitei no Gādoman | 18 febbraio 1987  | 1989     |
| 51  | Goku e Crilin combattono contro il robot pirata cercando di eludere la sua mitragliatrice pesante e la sua spada; Crilin riesce a disarmarlo, mentre il generale Blue rimane nascosto guardando il combattimento. Bulma spara al robot mentre esso attraversa una piscina e, mentre Goku lo sta combattendo con il suo bastone, lo investe con un camion. Successivamente il robot trascina Goku in una battaglia subacquea e Goku gli sfugge a stento. Il robot insegue Bulma e Crilin attraverso il covo dove tutti i pirati sono morti. Goku recupera e salva gli altri due. Goku esegue un attacco aereo, distruggendo il robot. Mentre ognuno si sta facendo strada attraverso le sale interne il luogo inizia a crollare. Goku prende una strada differente dagli altri e Bulma, Crilin e il generale Blue si immergono in un pozzo. |                   |          |
| 52  | Il tesoro (Il tesoro dei pirati) 「やった！お宝発見」 - Yatta! Otakara Hakken | 25 febbraio 1987  | 1989     |
| 52  | Mentre il covo continua a crollare Goku raggiunge un vicolo cieco e cade da una botola, finendo fra i tentacoli di un polpo gigante. Crilin e Bulma emergono in una stanza con una trappola composta da una statua con dieci braccia e tre bauli, e il generale Blue emerge. Crilin disarma la statua e apre il baule dorato, mentre Goku colpisce il polpo e lo mangia. Bulma inserisce una chiave nella statua e il generale Blue si mostra ai due. Goku sente la lotta tra Crilin e Blue e nuota da loro. Il generale Blue, dopo avere dimostrato di essere molto sensibile circa la sua bellezza, immobilizza Crilin con il suo potere speciale, rendendolo una preda facile. Bulma cerca di distrarre Blue con il suo fascino, ma scopre che il generale è omosessuale. Goku arriva appena prima che il generale Blue possa uccidere Crilin. |                   |          |
| 53  | I poteri del generale (Il duello) 「恐怖の光る眼」 - Kyōfu no Hikaru Me | 4 marzo 1987      | 1989     |
| 53  | Goku e Blue iniziano a combattere e Goku sembra in vantaggio, finché Blue non si potenzia. Nel frattempo tutto il soffitto sta crollando. Blue sta per uccidere Goku, quando un topo lo spaventa, così il ragazzo si alza e sconfigge il generale. Bulma e Crilin vorrebbero uscire prima che il soffitto cada, ma Goku vuole trovare la sfera del drago. Una volta arrivato prende il topo che l'ha salvato e corre, ma Bulma e Crilin sono in procinto di partire. |                   |          |
| 54  | La salvezza (Il generale Blue alla riscossa) 「逃げろや逃げろ！！大脱出」 - Nigero ya Nigero!! Daidasshutsu | 11 marzo 1987     | 1989     |
| 54  | Goku arriva al sottomarino appena in tempo per la fuga, sempre con il topo in bocca. Mentre il trio sta fuggendo le rocce cadono colpendo il sottomarino e il carburante si esaurisce, ma Goku riesce a lanciare il sottomarino in superficie con una Kamehameha. Bulma mostra di essere riuscita a portare un diamante con lei. Anche il generale Blue raggiunge la superficie. Mentre il trio si sta dirigendo verso il maestro Muten il generale Blue li segue. Muten ottiene il diamante, ma è subito costretto a darlo alla Lunch aggressiva che se ne va con esso, mentre il generale Blue atterra sull'isola preparando la sua vendetta. |                   |          |
| 55  | Il villaggio dei pinguini 「んちゃ！追ってペンギン村」 - N'cha! Otte Pengin Mura | 18 marzo 1987     | 1996     |
| 55  | Il generale Blue lega i cinque amici e scappa con la borsa contenente le tre sfere del drago. Inoltre lascia una bomba a orologeria che viene lanciata fuori dalla finestra da Goku dopo essere stato liberato da Lunch, che intanto era tornata. Quindi Goku insegue l'aereo del generale Blue e, dopo un lungo inseguimento, finisce nel Villaggio Pinguino, dove vive Arale. Intanto l'aereo si schianta contro una montagna, Goku cade dalla nuvola Speedy e atterra davanti ad Arale. |                   |          |
| 56  | Tanti nuovi amici 「うほほーい！アラレ雲にのる」 - Uhohōi! Arare Kumo ni Noru | 25 marzo 1987     | 1996     |
| 56  | Goku cerca le tre sfere, ma si accorge che il generale Blue è scappato. Lo cerca in compagnia di Arale sulla nuvola Speedy, mentre il generale ruba una macchina e si dirige verso la casa di un uomo che ha la fama di possedere un aeroplano, con il quale Blue potrà tornare alla base del Red Ribbon. Intanto Goku spaventa i poliziotti del Villaggio Pinguino dicendo che c'è un soldato del Red Ribbon nei paraggi. |                   |          |
| 57  | Il ricatto 「対決！アラレVSブルー」 - Taiketsu! Arare Tai Burū | 8 aprile 1987     | 1996     |
| 57  | Il generale Blue trova un aeroplano a casa di Arale ma nello stesso momento Goku si reca a casa della nuova amica e così i due acerrimi nemici si ritrovano. Blue ipnotizza Goku e sta per finirlo quando interviene Arale che ha la meglio sul generale, cacciandolo dal Villaggio Pinguino. Goku ritorna così in possesso delle sfere del drago che il generale Blue gli aveva sottratto. Il generale tuttavia riesce a impadronirsi del radar e annuncia al comandante Red di essere in possesso del prezioso strumento. |                   |          |
| 58  | La terra sacra 「魔境の聖地カリン」 - Makyō no Seichi Karin | 15 aprile 1987    | 1996     |
| 58  | Il capitano Yellow trova un'altra sfera nel cratere d'un vulcano, ma un'improvvisa eruzione fa cadere la sfera vicino a un altissimo pilastro che pare toccare il cielo. Qui vivono il pellerossa Bora con il suo figlioletto Upa; la sua famiglia è da generazioni posta a guardia di quel territorio sacro. Arriva anche Goku, appena in tempo per soccorrere Upa: la sfera caduta tra le mani di Bora è proprio quella tanto inseguita da Goku. Al quartier generale dei Red Ribbon il governatore Red ha appena fatto assoldare il super killer Taobaibai (Taipai). |                   |          |
| 59  | Il killer 「きた！世界一の殺し屋 “桃白白”」 - Kita! Sekaiichi no Koroshiya Taopaipai | 22 aprile 1987    | 1996     |
| 59  | Il generale Blue, appena giunto, pur consegnando al governatore il Dragon Radar, non viene perdonato; gli fa però capire di offrirgli un'altra possibilità se sconfigge Taobaibai: il mercenario ha velocemente la meglio e uccide Blue. Nel frattempo Bora racconta a Goku della leggenda riguardante l'obelisco di Karin (Balzar): chi riesce ad arrampicarvisi fino in cima potrà abbeverarsi con l'acqua miracolosa che rende invincibili. Taobaibai, dopo essere stato informato sul suo bersaglio, giunge ove si trova Goku a bordo di una colonna del palazzo di Red: Bora viene assassinato, lasciando Upa distrutto dal dolore. |                   |          |
| 60  | Lo scontro con il killer 「勝負！！カメハメ波VSどどん波」 - Shōbu!! Kamehameha Tai Dodonpa | 29 aprile 1987    | 1996     |
| 60  | Goku, pieno di rabbia combatte contro TaiPai, però sembra avere la peggio; neppure la Kamehameha sembra avere alcun effetto sul terribile sicario. Credendolo morto TaiPai lo abbandona dopo avergli preso le tre sfere che portava con sé nella borsa di Bulma; rimasto però con il vestito incenerito, prima di tornare da Red il killer si va a fare un abito nuovo da un sarto. Il piccolo Upa ha appena seppellito il padre e sta facendo lo stesso anche con Goku, quando atterra un elicottero del Red Ribbon mandato a recuperare la quarta sfera rimasta addosso al ragazzino: Goku, rialzatosi prontamente, lo abbatte. Pare sia stata la sfera del nonno che aveva sotto il vestito a proteggerlo dall'attacco micidiale infertogli dal killer. |                   |          |
| 61  | L'obelisco di Balzar 「カリン塔のカリン様」 - Karin-Tō no Karin-sama | 6 maggio 1987     | 1996     |
| 61  | Goku è fermamente intenzionato a scalare l'obelisco e ottenere così l'acqua miracolosa; giunto alla sommità deve riuscire a strappare di mano all'astutissimo Karin, il gatto sacro del luogo, l'ampolla con l'acqua. TaiPai nel frattempo riceve la notizia da Red che con molta probabilità Goku è ancora in vita. Il gatto infine rivela che, molto tempo addietro, il maestro Muten è stato l'ultimo a riuscire nell'impresa d'impossessarsi dell'acqua: ha però impiegato tre interi anni. |                   |          |
| 62  | L'acqua miracolosa 「果して！？超聖水のききめ」 - Hatashite!? Chōseisui no Kikime | 13 maggio 1987    | 1996     |
| 62  | La mattina dopo Balzar getta la sfera di Goku giù dall'obelisco, costringerlo a discendere a gran velocità per recuperarla e poi nuovamente risalire. Per altri due giorni il ragazzino tenta in qualsiasi maniera di strappare l'ampolla dagli artigli del gatto; il terzo giorno vi riesce ma solo per sentirsi dire che è stato l'allenamento intensivo fatto a rafforzarlo, non la bevanda, che è semplice acqua di fonte. In città il vestito di TaiPai è pronto e il killer paga il sarto ammazzandolo. |                   |          |
| 63  | Il ritorno 「孫悟空の逆襲」 - Son Gokū no Gyakushū | 20 maggio 1987    | 1996     |
| 63  | Goku scende dall'obelisco giusto in tempo per affrontare TaiPai, appena atterrato di fronte a Upa; anch'egli però conosce la leggenda dell'obelisco e, appena saputo dell'impresa appena compiuta dall'avversario, non esita a salirci per ottenere anche lui l'acqua miracolosa. |                   |          |
| 64  | La fine del killer 「最後の桃白白」 - Saigo no Taopaipai | 27 maggio 1987    | 1996     |
| 64  | Mentre Taobaibai scala l'altissimo obelisco Goku rimane in attesa mangiando e dormendo; Bulma nel frattempo si accorge che il Dragon Radar è malfunzionante per colpa di onde di disturbo emesse da Red. Il sicario mercenario incontra Karin e, con estrema arroganza, si fa consegnare l'acqua che beve tutta d'un fiato, dopodiché il gatto sacro lo convince con facilità che la sua forza ne è risultata di molto potenziata. Sceso dall'obelisco in groppa a una nuvola nera, prestatagli da Karin, Taobaibai affronta finalmente Goku; dopo un veloce scambio di colpi il combattimento ha termine, con una granata lanciata dal killer che invece gli viene rimandata indietro uccidendolo nell'esplosione. Goku si dirige al quartier generale del Red Ribbon con l'intenzione di sconfiggerne una volta per tutte l'intero esercito. |                   |          |
| 65  | Alla ricerca di Goku 「ゆけ悟空！突撃開始」 - Yuke Gokū! Totsugeki Kaishi | 10 giugno 1987    | 1996     |
| 65  | Il colonnello Violet ha rintracciato l'ultima sfera; ora a Red mancano solo quelle in possesso di Goku. Bulma completa la costruzione di un apparecchio volante dotato di telecamera capace di rintracciare Goku e lo lancia in cielo; esso nella via del ritorno lo incontra, mentre Red è convinto che Taobaibai stia finalmente per tornare. Muten e compagni vengono così a conoscenza del fatto che l'amico si sta portando a gran velocità verso il quartier generale dei nemici. Volendo portargli soccorso i compagni decidono di partire in elicottero per seguire Goku. |                   |          |
| 66  | Nel quartier generale del Fiocco Rosso 「レッドリボン軍必死の攻防」 - Reddo Ribon Gun Hisshi no Kōbō | 17 giugno 1987    | 1996     |
| 66  | Dopo avere recuperato anche Crilin il gruppo si avvicina sempre più alla base di Red: qui, dopo che Goku ha abbattuto un ricognitore, tutti si rendono conto che non è Taobaibai che sta tornando, bensì il terribile avversario. Tutte le difese vengono riattivate l'esercito al gran completo esce per contrastarlo. Yamcha, alla guida dell'elicottero, deve schivare un missile a ricerca termica lanciato contro il loro apparecchio; mentre Violet con estrema spregiudicatezza, a seguito dell'irruzione di Goku, si propone di scassinare la cassaforte di Red e portarsi via il suo denaro. Infiltratosi sempre più in profondità il ragazzino non pare incontrare ostacoli e Red assieme all'assistente Black si ritira nel suo ufficio. |                   |          |
| 67  | La fine del governatore 「レッド総帥死す！！」 - Reddo Sōsui Shisu!! | 24 giugno 1987    | 1996     |
| 67  | Il combattimento tra Goku e l'armata del Red Ribbon continua senza alcuna esclusione di colpi; i soldati fuggono in massa terrorizzati fuori dalla base, mentre Violet se ne va con l'intero tesoro di Red. Quest'ultimo, oltremodo arrabbiato e frustrato per l'inettitudine mostrata dai suoi uomini, ordina a Black di affrontare Goku. Dopo avere saputo che il desiderio di Red da esprimere davanti al drago sarebbe stato quello di diventare più alto Black gli spara un colpo in fronte, uccidendolo; ha capito d'avere rischiato fino ad allora la vita, assieme a quella di tutti gli altri, per colpa delle sciocche vanità del capo. Propone a Goku quindi di allearsi con lui, ma, ricevutone un netto rifiuto, Black lo attacca a bordo di un robot. Mentre Yamcha e Violet cercano a vicenda di evitarsi in volo Black lancia un'arma letale contro Goku. |                   |          |
| 68  | La sfida finale 「最後のドラゴンボール」 - Saigo no Doragon Bōru | 1º luglio 1987    | 1996     |
| 68  | L'elicottero pilotato da Yamcha si trova oramai davanti al quartier generale nemico, mentre Goku elude il cannone laser e riesce infine a fare saltare in aria la macchina robotica di Black. Goku ha ora in suo possesso ben sei sfere del drago e si ricongiunge agli amici. Con l'ex esercito di Red in rotta non pare esserci oramai più nulla da temere. Tornati tutti all'isola di Muten Goku è più che mai intenzionato a ottenere anche l'ultima sfera per chiedere al drago di fare rivivere il padre di Upa. |                   |          |
| 69  | Baba la chiaroveggente 「キュートな！？占いババ」 - Kyūto na!? Uranai Baba | 8 luglio 1987     | 1996     |
| 69  | Bulma non trova nessun guasto all'interno del Dragon Radar, eppure esso non riesce a localizzare il luogo in cui si trova la sfera mancante; propone dunque l'ipotesi che un qualche animale possa averla ingoiata. Muten a questo punto suggerisce l'idea di andare a fare visita a Baba, la vecchia chiaroveggente: Goku, con Yamcha, Crilin, Pual e Upa decollano dirigendosi verso la sua residenza. Fuori dalla porta d'ingresso del palazzo di Baba trovano un gruppetto di visitatori, anche loro in attesa di essere ricevuti; entrati, ne escono poco dopo in uno stato pietoso. Baba difatti chiede a chi non può pagare le proprie prestazioni di combattere contro i suoi cinque guerrieri. |                   |          |
| 70  | I cinque guerrieri 「突撃！われら５人の戦士」 - Totsugeki! Warera Gonin no Senshi | 15 luglio 1987    | 1996     |
| 70  | Crilin è il primo a cimentarsi nella sfida, ma si trova di fronte un vampiro di nome Dracula che lo azzanna alla testa facendolo così sanguinare abbondantemente. Il suo posto viene preso a Upa e Pual, i quali attaccano l'avversario con il loro alito all'aglio. Il vampiro, terrorizzato, scappa trasformato in pipistrello. Yamcha decide di essere il prossimo a sfidare i guerrieri di Baba, l'uomo trasparente, che lo mette perché, non essendo visibile, è impossibile da colpire. Crilin allora manda Goku a prendere Bulma e Muten. |                   |          |
| 71  | L'uomo invisibile 「決死の大流血戦」 - Kesshi no Dairyūkessen | 22 luglio 1987    | 1996     |
| 71  | L'attacco devastante dell'uomo invisibile viene fermato all'idea di Crilin; scopre di colpo i seni di Bulma facendo sì che la copiosa epistassi causata a Muten vada a colpire l'uomo invisibile. il guerriero di Baba, ricoperto di sangue, è ora perfettamente visibile e Yamcha lo batte con facilità. Per l'incontro seguente Baba, che è la sorella maggiore di Muten, conduce tutti all'interno dell'edificio. |                   |          |
| 72  | La fossa del diavolo 「孫悟空見参！悪魔の便所」 - Son Gokū Kenzan! Akuma no Benjo | 29 luglio 1987    | 1996     |
| 72  | Sulla cima della torre Yamcha dovrà scontrarsi con una mummia uscita da un sarcofago. Purtroppo né l'agilità né la forza di volontà dell'amico di Goku riescono nulla contro il guerriero mummificato il quale, dopo vari tentativi andati a vuoto, riesce ad atterrare definitivamente Yamcha. Prima che quest'ultimo precipiti dentro al liquame verde sottostante chiamato "fossa del diavolo" Goku utilizzando il suo bastone magico lo porta in salvo. |                   |          |
| 73  | La mummia 「必殺アクマイト光線とは！？」 - Hissatsu Akumaitokōsen to wa!? | 5 agosto 1987     | 1996     |
| 73  | Tocca ora a Goku affrontare l'uomo mummia. Egli avvolge strettamente il ragazzino con le sue bende, ma Goku con agilità sorprendente riesce a liberarsi e a sconfiggerlo con un solo pugno sferrato con forza. L'avversario seguente di Goku è un demone diabolico, che utilizza l'evocazione del male insito in ogni essere per distruggerlo. |                   |          |
| 74  | Un avversario misterioso 「なぞの五人目の男」 - Nazo no Goninme no Otoko | 12 agosto 1987    | 1996     |
| 74  | Goku risulta essere completamente immune dall'attacco mentale del demone e conclude il combattimento con un potente calcio che spedisce il diavolo contro il soffitto. Il quinto e ultimo combattente di Baba è un uomo misterioso che indossa una maschera da gatto e dotato di un'aureola che gli fa da cornice al capo: per affrontarsi escono nuovamente all'esterno. |                   |          |
| 75  | L'ultimo guerriero 「激突！！強敵同士」 - Gekitotsu!! Kyōteki Dōshi | 19 agosto 1987    | 1996     |
| 75  | Entrambi i contendenti mostrano una notevole padronanza e capacità. L'uomo mascherato, nei cui confronti Goku ha provato un'immediata simpatia, utilizza la Kamehameha, ma il piccolo fa altrettanto; allora, afferratolo per la coda e facendogli perdere così tutte le forze, comincia a sbatterlo ripetutamente contro il pavimento. Muten riconosce nell'uomo mascherato l'amatissimo nonnino defunto di Goku. |                   |          |
| 76  | Chi è l'uomo mascherato? 「仮面男の正体は！？」 - Kamen Otoko no Shōtai ha!? | 26 agosto 1987    | 1996     |
| 76  | Pilaf, spiando con un apparecchio satellitare, viene a sapere che il punto debole di Goku è la coda; ha inoltre messo fuori uso il Dragon Radar usando potenti onde magnetiche. Goku, sbatacchiato nell'arena, continua a rifiutare con decisione di arrendersi; infine l'uomo mascherato gli strappa la coda, che gli rimane tra le mani. Non avendo più un punto debole Goku si rialza pronto a riprendere il duello ma, con estrema sorpresa di tutti, il suo avversario dichiara la resa. Toltosi la maschera si rivela essere proprio nonno Gohan e travolto da una gioia irrefrenabile Goku si precipita ad abbracciarlo. Dopo un breve addio l'uomo svanisce tornando nuovamente nell'aldilà. Baba infine rivela l'ubicazione dell'ultima sfera mancante. |                   |          |
| 77  | Lo scontro con Pilaf 「ピラフの大作戦」 - Pirafu no Daisakusen | 2 settembre 1987  | 1996     |
| 77  | Goku vola in direzione dell'auto su cui viaggiano Pilaf e gli assistenti con l'intento di farsi consegnare l'ultima sfera; riconosciutili, li affronta. Pilaf lo sfida, sicuro oramai di averlo in pugno conoscendo il suo punto debole: entrati in tre grandi macchine robotiche si preparano allo scontro. Goku ha presto la meglio su di loro, inducendoli alla fuga, ma una Kamehameha lanciata in corsa fa definitivamente esplodere il mezzo avversario; si fa così consegnare la sfera e il vestito di Shu in cambio del proprio, che è finito bruciato durante la battaglia. |                   |          |
| 78  | Il drago Shenron 「神龍ふたたび」 - Shenron Futatabi | 9 settembre 1987  | 1996     |
| 78  | Goku, volato nuovamente a casa di Baba, fa salire Upa sulla nuvola d'oro e insieme si dirigono ai piedi dell'obelisco di Karin per evocare il drago Shenron. Yamcha intanto chiede e ottiene da Muten di essere accettato come suo allievo. Ascoltato il desiderio dei due bambini il drago lo esaudisce; Bora si risveglia ed esce dalla tomba con Upa felice e commosso. Prima che le sfere si disperdano ancora una volta ai quattro angoli del modo Goku, con un salto riesce ad afferrare quella che rappresenta un prezioso ricordo di suo nonno, già tramutatasi in pietra. Salutati gli amici torna da Baba e qui Muten, non avendo più nulla da insegnargli gli consiglia, in attesa del prossimo torneo di fare un viaggio attorno al mondo per ampliare le proprie conoscenze. |                   |          |
| 79  | Comincia l'avventura 「金角・銀角の人食いひょうたん」 - Kinkaku · Ginkaku no Hito Kui Hyōtan | 16 settembre 1987 | 1996     |
| 79  | Durante il suo viaggio Goku arriva in un villaggio assediato periodicamente da due manigoldi che ricattano la popolazione grazie sia alla loro forza che a una piccola anfora capace di rinchiudervi dentro le persone e trasformarle in alcool. Il ragazzino si dimostra subito nettamente superiore ai due e anche dopo essere finito nella bottiglia magica riesce a uscire e a sconfiggerli. Goku riparte ed ora la piccola anfora è nelle mani del villaggio, che costringerà i due delinquenti a rimediare ai danni fatti. |                   |          |
| 80  | Un nuovo avversario 「いざ御前試合！悟空VS天龍」 - Iza Gozen Shiai! Gokū Tai Tenron | 23 settembre 1987 | 1996     |
| 80  | Goku, in cerca di lottatori da sfidare, giunge in una grande città dove scuole di arti marziali sono in competizione: il bambino fa amicizia con uno dei due maestri, Chin Taken. Questo è un uomo buono e a breve dovrà sfidare il malvagio maestro dell'altra scuola Sky Dragon, ma le sue condizioni di salute non sono affatto buone, così Goku si propone per sostituirlo. La battaglia ha luogo e, seppur con qualche difficoltà, il ragazzino vince e Sky Dragon si pente del suo comportamento. |                   |          |
| 81  | Il regno dei demoni 「悟空・魔界へ行く」 - Gokū · Makai e Iku | 30 settembre 1987 | 1996     |
| 81  | Goku giunge in un reame invaso dai demoni: la figlia del re è stata rapita dal re dei demoni Shura e portata nel suo covo. Inoltre Shura ha aperto e bloccato il portale fra il suo regno e quello umano, facendo in modo che quotidianamente diversi demoni si aggirino per il reame facendo razzie. Goku entra nel covo di Shura e lo affronta per liberare la figlia del re: costui è veramente forte e il ragazzino vince solo grazie alla luce della sua Kamehameha. Goku, dopo avere sconfitto Shura, spezza anche l'incantesimo sul portale facendolo richiudere. |                   |          |
| 82  | Il mostro 「あばれ怪獣イノシカチョウ」 - Abare Kaijū Inoshikachō | 7 ottobre 1987    | 1996     |
| 82  | Goku si imbatte in un villaggio dove un mostro distrugge tutto e assiste alla cattura del mostro fatta da due esperti lottatori di arti marziali. Questi ultimi dicono di avere catturato il mostro, anche se Goku e gli abitanti del villaggio sono ignari del fatto che stiano mentendo. Così Goku vede il complotto tra il mostro e i lottatori: il mostro avrebbe distrutto il villaggio, i lottatori avrebbero fatto finta di metterlo al tappeto, e lui di sentirsi male. Goku racconta il tutto ai borghesi, e i lottatori-criminali scappano in direzione dell'isola Papaya. |                   |          |
| 83  | Corri a iscriverti! 「いそげ悟空！天下一武道会」 - Isoge Gokū! Tenka-ichi Budōkai | 14 ottobre 1987   | 1996     |
| 83  | Goku sta scendendo dalle montagne e sta andando in direzione di una pianura, quando in collina vede tre malviventi che picchiano un povero bambino. Goku mette al tappeto i tre e salva il bimbo, che si chiama Konkiki. Costui decide di accompagnarlo all'aeroporto che lo porterà all'isola Papaya, ma causa l'arrivo della polizia con anche qualche perdita di tempo. Goku perde l'aereo e quindi gli tocca proseguire a nuoto. |                   |          |
| 84  | Il torneo di arti marziali 「めざせ武道天下一！！」 - Mezase Budō Tenka-ichi!! | 21 ottobre 1987   | 1996     |
| 84  | Il Genio, i suoi allievi e gli altri amici arrivano alla sede del Torneo. Mentre i combattenti si iscrivono e si aspetta Goku con trepidazione il Genio incontra un suo vecchio amico, oggi rivale: Condor (Eremita della Gru). Costui ha fatto iscrivere i suoi due allievi perché considera quelli del Genio troppo deboli per partecipare. Dopo un breve battibecco Condor si allontana e poco dopo anche Goku arriva per iscriversi. |                   |          |
| 85  | Verso la finale 「勝ちのこるぞっ！！予選サバイバル」 - Kachinokoru zo!! Yosen Sabaibaru | 28 ottobre 1987   | 1996     |
| 85  | Le eliminatorie iniziano e Goku e i suoi amici dimostrano la loro bravura. Ma ci sono anche molti altri esperti, desiderosi di vincere il torneo. |                   |          |
| 86  | Chi saranno i finalisti? 「決定！！８人の勇者たち」 - Kettei!! Hachinin no Yūshatachi | 4 novembre 1987   | 1996     |
| 86  | Durante le eliminatorie Goku si trova di fronte il temibile avversario Re Chapa (King Pasha), conosciuto per avere vinto un torneo Tenkaichi senza essere toccato da nessun combattente. Il ragazzino però non si intimorisce e sconfigge facilmente l'uomo, contrastando addirittura il famoso colpo delle otto mani di Re Chapa. Durante una pausa Tenshinhan fa il prepotente con il cuoco del locale, facendo adirare Yamcha; fortunatamente l'arrivo Jackie Chun e Nam calmerà i ragazzi. Continuano le eliminatorie e tutti gli allievi di Muten si qualificano: soltanto Nam subisce una violenta sconfitta a opera di Tenshinhan durante l'ultimo scontro di qualifica. |                   |          |
| 87  | Comincia il torneo 「対決！！ヤムチャVS天津飯」 - Taiketsu!! Yamucha Tai Tenshinhan | 11 novembre 1987  | 1996     |
| 87  | Le eliminatorie si concludono e fra gli otto finalisti ci sono sia i cinque allievi di Condor e del Genio, sia Jackie Chun. Jiaozi e Tenshinhan manipolano di nascosto il sorteggio, così escono questi abbinamenti: Yamcha contro Tenshinhan, Uomo lupo contro Jackie Chun, Crilin contro Jiaozi e Goku contro Pamput. |                   |          |
| 88  | Iamko contro Tensing 「ゆけヤムチャ！恐るべし天津飯」 - Yuke Yamucha! Osoru Beshi Tenshinhan | 18 novembre 1987  | 1996     |
| 88  | Lo scontro fra Yamcha e Tenshinhan è fin da subito molto acceso ed entrambi i lottatori sono agguerriti. Tenshinhan mostra di avere capacità incredibili bloccando sia il colpo Zanne di Lupo sia rispedendo l'onda Kamehameha di Yamcha. Infine, dopo averlo colpito con violenza e avergli fatto perdere conoscenza, per dispetto gli rompe una gamba. Goku promette di vendicarlo. |                   |          |
| 89  | Il lupo mannaro 「恐怖！！満月の恨み」 - Kyōfu!! Mangetsu no Urami | 25 novembre 1987  | 1996     |
| 89  | Il secondo incontro è fra Jackie Chun e l'Uomo lupo, il quale sembra avere un grande risentimento nei confronti del vecchio. Questo perché al precedente torneo ha distrutto la Luna, non facendo più tornare l'Uomo Lupo un essere umano. Jackie è nettamente superiore al suo avversario e dopo averlo sconfitto lo fa tornare umano grazie all'ipnosi e alla testa pelata di Crilin. |                   |          |
| 90  | Il terzo incontro 「なななっ！！なんと どどん波」 - Nanana!! Nanto Dodonpa | 2 dicembre 1987   | 1996     |
| 90  | Inizia il terzo incontro del Torneo che vede Crilin contro Jiaozi. Come combattente Crilin è superiore al suo avversario, ma quest'ultimo levandosi in volo evita di essere colpito o buttato fuori dal ring; Jiaozi inizia inoltre ad attaccare con una tecnica con la quale emette un rapido raggio dall'indice. Mentre l'allievo del maestro Muten è in difficoltà di fronte a questi colpi ripetuti Goku riconosce la tecnica come l'Onda Dodompa usata da Taobaibai. L'eremita della Gru riconosce quindi in Goku l'assassino di suo fratello Taobaibai e, per avere vendetta, ordina a Jiaozi di eliminare il suo avversario, per cui il bambino si concentra per lanciare un'onda Dodompa alla massima potenza. Nel frattempo Crilin decide di provare a usare l'onda Kamehameha. |                   |          |
| 91  | L'aritmetica fa miracoli 「逆転！！クリリンの８でんネ大作戦」 - Gyakuten!! Kuririn no Paaden ne Daisakusen | 9 dicembre 1987   | 1996     |
| 91  | Crilin evita il letale Dodompa di Jiaozi e lo colpisce con una Kamehameha. L'allievo della Gru ricorre quindi ai suoi poteri speciali bloccando l'avversario, che quando nota la necessità di tenere le mani aperte gli fa delle domande di aritmetica impegnandogli quindi le mani per contare e potendolo buttare così fuori dalla pedana. Nella notte l'eremita della Gru attacca Goku per vendicare Taobaibai, ma viene fermato da Tenshinhan. |                   |          |
| 92  | Goku sul ring 「おまたせーっ！孫悟空参上！！」 - Omatase! Son Gokū Sanjō!! | 16 dicembre 1987  | 1996     |
| 92  | L'ultimo incontro dei quarti di finale è fra Goku e Pamput, un famoso attore il quale, grazie alle sue capacità di lottatore, ha vinto numerosi campionati. Nonostante il tentativo del manager di Pamput di allontanarlo dal torneo Goku riesce a salire sul ring e sconfigge il suo avversario con molta facilità, questo perché lui come gli altri allievi di Muten e dell'Eremita della Gru hanno ottenuto capacità sovraumane. |                   |          |
| 93  | La prima semifinale 「実力伯仲！！天津飯VSジャッキー」 - Jitsuryoku Hakuchū!! Tenshinhan Tai Jakkii | 23 dicembre 1987  | 1996     |
| 93  | La prima semifinale vede Tenshinhan contro Jackie Chun: il combattimento è molto acceso e il livello dei due atleti è altissimo. Non si riescono a fare previsioni sul finale di questo incontro così intenso. |                   |          |
| 94  | Finale a sorpresa 「ゲゲゲッ！！新鶴仙流・太陽拳」 - Gegege!! Shintsurusenryū Taiyōken | 30 dicembre 1987  | 1996     |
| 94  | Nello scontro fra Jackie Chun e Tenshinhan ci sono molti colpi di scena: il ragazzo sfodera una tecnica con cui acceca l'avversario, il Tayoken, e colpisce la nuca di Jackie Chun con una violenta ginocchiata. Nonostante il colpo il vecchio si rialza, facendo scoprire all'Eremita della Gru la sua identità di maestro Muten. Tenshinhan lancia una potentissima Kamehameha e Jackie Chun decide di arrendersi di fronte alla nuova generazione. |                   |          |
| 95  | Giovani eroi 「ファイト！！悟空VSクリリン」 - Faito!! Gokū Tai Kuririn | 6 gennaio 1988    | 1996     |
| 95  | Mentre inizia lo scontro fra Goku e Crilin Tenshinahn va dal maestro Muten e gli chiede spiegazioni. Il vecchio dice di avere partecipato per non fare vincere i propri allievi e fare sì che continuino gli allenamenti senza montarsi la testa. Si è ritirato perché ha capito che nessuno di loro è così sciocco e aggiunge che nemmeno Tenshinhan è uno sciocco e che cambierà strada, facendo adirare il ragazzo. Intanto la seconda semifinale continua in parità. |                   |          |
| 96  | Scontro tra amici 「まさか悟空！？クリリンの大作戦」 - Masa ka Gokū!? Kuririn no Daisakusen | 13 gennaio 1988   | 1996     |
| 96  | Non essendoci nessuno che prevale sull'altro Goku decide di impegnarsi di più e mette al tappeto Crilin, che poco dopo si rialza e, notando la superiorità dell'amico, decide di usare una particolare strategia: usando l'onda Kamehameha come diversivo Crilin arriva alle spalle di Goku e gli stringe la coda, il suo punto debole. Il bambino come previsto perde le forze e crolla a terra, ma quando l'arbitro sta per dichiarare il ko Goku si rialza e butta a terra il suo avversario. Goku spiega di avere superato il suo punto debole allenando in questi tre anni soprattutto la coda, come raccomandatogli dal maestro Muten; detto questo passa al contrattacco scagliando Crilin fuori dal ring. Così Goku si aggiudica l'accesso alla finale del torneo contro Tenshinhan. |                   |          |
| 97  | L'incontro più atteso 「決勝！！はたして武道天下一は！？」 - Kesshō!! Hatashite Budō Tenka-ichi wa!? | 20 gennaio 1988   | 1996     |
| 97  | Inizia la finale del torneo internazionale di arti marziali, che vede Goku contro Tenshinhan. Mentre quest'ultimo rimugina sulle parole del maestro Muten e i due maestri bisticciano sul chi sia il migliore Yamcha giunge per vedere lo scontro, seppure ferito. L'incontro inizia e dopo qualche scambio di colpi Tenshinhan neutralizza la tecnica con cui Goku ha battuto Crilin e lo colpisce con violenza. |                   |          |
| 98  | Una tecnica micidiale 「秘技・排球拳と戦闘パワー」 - Higi・Haikyūken to Sentō Pawā | 27 gennaio 1988   | 1996     |
| 98  | Goku è tramortito dall'ultimo attacco del suo avversario e Tenshinhan infierisce nuovamente con la tecnica della pallavolo, con la quale pensa di avere ucciso il rivale. Ma il ragazzino si riprende senza problemi e, felice di avere trovato un avversario così forte, svela di potersi impegnare di più e poi attacca l'allievo dell'Eremita della Gru al massimo, portando a segno una potente combinazione di colpi. Tenshinhan decide di usare il Taiohken e, pensando di averlo accecato, si avventa su di lui sicuro della vittoria, ma con sua enorme sorpresa il suo colpo viene parato e subisce violento pugno allo stomaco che lo fa cadere al suolo: in quell'attimo Goku ha preso e indossato gli occhiali da sole del maestro Muten, così non è stato accecato dalla tecnica. Tenshinhan si riprende quasi subito e attacca il suo avversario; ricominciano a combattere, ma a un certo punto Goku misteriosamente si sente bloccato e viene colpito da Tenshinhan. |                   |          |
| 99  | I ripensamenti 「天津飯の苦悩！！」 - Tenshinhan no Kunō!! | 3 febbraio 1988   | 1996     |
| 99  | Lo scontro prosegue e Goku, che continua a bloccarsi improssivamente e a venire colpito, accusa il suo avversario di barare. È opera di Jiaozi, che per ordine dell'eremita della Gru ha bloccato i movimenti di Goku con il suo potere speciale. Quando anche Tenshinhan se ne rende conto chiede a Jiaozi di smettere. Inizia un'accesa discussione dove l'eremita della Gru accusa il suo allievo di avergli disobbedito e averlo tradito, dato che Tenshinhan vuole vincere con le sue forze e non vuole più diventare un killer o fare del male al prossimo. Dopo questa rivelazione l'anziano, tradito anche da Jiaozi, vuole uccidere i suoi allievi, ma il maestro Muten lo spedisce lontano con una Kamehameha. Adesso Tenshinhan è libero di combattere solo esclusivamente per sé stesso e la gara ricomincia: dopo essersi fatto colpire volontariamente per farsi restituire i colpi dati con l'intervento di Jiaozi Tenshinhan passa al contrattacco e utilizza una particolare tecnica con la quale si fa spuntare altre due braccia dalla schiena. |                   |          |
| 100 | L'arma segreta di Tensing 「生か死か！？最後の手段」 - Sei ka Shi ka!? Saigo no Shudan | 10 febbraio 1988  | 1998     |
| 100 | Tenshinhan sfodera l'impressionante tecnica del Shiyooken, con la quale sfodera altre due braccia dalla schiena e attacca il suo avversario. Nonostante sia inizialmente in difficoltà Goku riesce a resistere ai colpi e poi addirittura a contrattaccare. Resosi conto di non avere altra alternativa Tenshinhan ricorre al Cannone spirituale, una tecnica immensamente distruttiva da fare rischiare la vita anche a chi la utilizza. Dopo avere lanciato l'attacco del ring non rimane altro che cratere senza fondo, mentre di Goku si perdono le tracce. |                   |          |
| 101 | Alla fine del torneo 「武道大会終了！そして…！！」 - Budō Taikai Shūryō! Soshite...!! | 17 febbraio 1988  | 1998     |
| 101 | Dopo il Kikoho il ring non esiste più e Goku si è salvato saltando in aria: il suo avversario lo raggiunge e dichiara la vittoria in quanto sapendo volare non può cadere, mentre il ragazzino sarà costretto a toccare terra fuori dal ring. Goku riesce tuttavia a fare perdere i sensi a Tenshinhan, ma mentre entrambi precipitano al suolo Goku è il primo ad atterrare e a essere squalificato, decretando la vittoria di Tenshinhan del Torneo Tenkaichi. Tenshinhan e Jiaozi, dopo essersi scusati e riappacificati con tutti, rifiutano l'invito del maestro Muten di venire a vivere da lui per rispetto al loro maestro e decidono di offrire la cena; mentre tutti si siedono a tavola Crilin va a prendere il bastone magico e la sfera del drago che Goku ha dimenticato, ma poco dopo Goku, avendo una brutta sensazione, corre dal suo amico e lo ritrova ucciso. |                   |          |
| 102 | Un terribile complotto 「クリリンの死恐ろしき陰謀！！」 - Kuririn no Shi Osoroshiki Inbō!! | 24 febbraio 1988  | 1998     |
| 102 | Tutti apprendono dell'uccisione di Crilin da parte di qualcuno che ha rubato la sfera e la lista dei partecipanti al torneo. Goku infuriato prende il radar e si dirige all'inseguimento. Olong trova un foglio con l'ideogramma di "Demone" (魔?, Ma); l'eremita della tartaruga quindi capisce che si tratta del Grande Mago Piccolo, un essere che in passato portò il mondo alla distruzione infestandolo di creature mostruose. Quando tutti i guerrieri coraggiosi furono sconfitti entrò in scena Mutaito, il grande maestro di Muten e dell'eremita della Gru, che dopo una prima dipartita realizzò la tecnica Mafuuba (Onda sigillante) con cui, in cambio della vita, sigillò il demone, buttato poi da Muten sul fondo del mare. Si scopre che è stato Pilaf a liberarlo e che il Mago Piccolo vuole le sfere per ottenere la giovinezza. |                   |          |
| 103 | Il ritorno di Al Satan 「ピッコロ大魔王の恐怖！！」 - Pikkoro Daimaō no Kyōfu!! | 2 marzo 1988      | 1998     |
| 103 | Goku raggiunge l'assassino di Crilin, Tamberin, ma sia la posizione sfavorevole in volo ma soprattutto l'esaurimento dell'energie nella finale del Torneo Tenkaichi non permettono a Goku di avere effetto sull'avversario, che al contrario domina totalmente lo scontro e gli distrugge con un raggio energetico la nuvola kinto, per poi sconfiggerlo definitivamente lanciandolo nella foresta. Tamberin porta quindi la sfera e la lista al Mago Piccolo e strappa i manifesti di Crilin e Goku (credendolo morto). Intanto Muten e gli altri si allontanano dal Tenkaichi, mentre Tamberin uccide anche Re Chapa e Pamput. |                   |          |
| 104 | Dov'è Goku? 「よみがえれ孫悟空！！」 - Yomigaere Son Gokū!! | 9 marzo 1988      | 1998     |
| 104 | Tamberin uccide Bacterian in un vicolo di barboni, mentre il Grande Mago Piccolo ha bisogno di un nuovo sottoposto, quindi depone un uovo, a discapito di una grande perdita di energia e di un invecchiamento precoce, e nasce Cymbal; quest'ultimo ha il compito di trovare le restanti sfere del drago. Goku si risveglia in una strana foresta sfinito e affamato, ma non riesce a procurarsi cibo. Nel frattempo Tamberin uccide anche l'uomo-lupo; il notiziario annuncia delle uccisioni di molti guerrieri, così alla Kame House Tenshinhan e gli altri decidono di spostarsi. Inoltre Muten chiede a Bulma di realizzare un nuovo radar. Goku con il fiuto trova un enorme pesce sulla brace incustodito e lo mangia, riprendendo le forze; incontra quindi il proprietario possessore anche di una sfera. |                   |          |
| 105 | La comparsa di Jirobay 「怪男児・ヤジロベー登場！！」 - Kaidanji・Yajirobee Tōjō!! | 16 marzo 1988     | 1998     |
| 105 | Goku inizia a combattere con Yajirobei (Jirobay), scambiandolo per un seguace del Grande Mago Piccolo; i due si tengono testa. Risolto l'equivoco Yajirobei dice di avere trovato la sfera tre anni prima; a questo punto giunge sul posto Cymbal, che vede subito la sfera. Goku e Yajirobei si giocano il privilegio di combattere a morra cinese. Vince il secondo, che intende mangiarsi l'avversario. In un primo momento Cymbal riesce a colpirlo, ma poi inizia a essere in difficoltà, così inizia a lanciare raggi elettrici; tuttavia Yajirobei li evita e lo affetta con la spada. Bulma e gli altri chiudono il cadavere di Crilin in un modulo ibernante, mentre Tenshinhan, Jiaozi e Muten vanno alla ricerca delle sfere. |                   |          |
| 106 | Cymbal deve essere vendicato 「魔獣・タンバリンがやってくる！！」 - Majū・Tanbarin ga Yatte Kuru!! | 23 marzo 1988     | 1998     |
| 106 | Mentre il Grande Mago Piccolo si interroga ancora sulla fine di Cymbal il suo sottoposto Tamberin raggiunge un villaggio per abbattere Giran; dopo un breve combattimento che lo vede nettamente in svantaggio il dinosauro lo intrappola con il suo spago gommoso, che tuttavia su Tamberin non ha effetto; dopo di che uccide facilmente Giran trapassandogli il corpo con una mano. A questo punto si dirige da Yamcha, ancora con una gamba infortunata, ma viene interrotto dal Grande Mago Piccolo che lo informa della morte di Cymbal e lo invia quindi a vendicarlo. Intanto Goku conosce meglio Yajirobei, mentre Tenshinhan, Muten e Jiaozi trovano una delle sette sfere. |                   |          |
| 107 | Goku e Tamberin a confronto 「孫悟空・怒り爆発！！」 - Son Gokū・Ikari Bakuhatsu!! | 6 aprile 1988     | 1998     |
| 107 | Muten e gli altri recuperano una sfera da una nave di pirati; intanto Goku cerca di convincere Yajirobei a prestargli la sfera quando arriverà il momento. Inoltre gli dice che finché ne sarà in possesso arriveranno altri di quei mostri e che quindi gli resterà appiccicato. Yajirobei tenta di seminare Goku, quindi Tamberin ha difficoltà a rintracciarli dovendo sempre affidarsi al radar di Pilaf. Tenshinhan incontra un vecchio avversario, possessore di una sfera del drago, che prova rancore verso di lui in quanto gli ruppe con violenza una gamba in un incontro quando era ancora sotto l'influenza dell'eremita della Gru, ma tutto si risolve grazie al maestro Muten. Tamberin finalmente raggiunge Goku, che questa volta è sazio e riposato ed è sicuro di ottenere la rivincita. |                   |          |
| 108 | Al Satan all'attacco 「ピッコロ大魔王降り立つ！！」 - Pikkoro Daimaō Oritatsu!! | 13 aprile 1988    | 1998     |
| 108 | Goku inizia il combattimento con Tamberin girandogli attorno a una velocità inaudita per l'avversario, per poi travolgerlo di colpi. Il mostro spara un raggio dalla bocca credendo di avere polverizzato Goku, ma il bambino con la coda in realtà ha evitato facilmente il raggio. Tamberin impaurito tenta di fuggire, ma Goku sfruttando il bastone Nyoi lo raggiunge in modo da finirlo con una Kamehameha. Il Grande Mago Piccolo percependo la morte del suo sottoposto si dirige direttamente nel luogo in cui vi sono Goku e Yajirobei, ignorando gli altri pretendenti delle sfere. Intanto Muten, Tenshinhan e Jiaozi trovano la sfera con sei stelle in un nido di corvi. Goku e Yajirobei avvistano la navicella di Pilaf. |                   |          |
| 109 | Goku contro Al Satan 「孫悟空対ピッコロ大魔王」 - Son Gokū Tai Pikkoro Daimaō | 20 aprile 1988    | 1998     |
| 109 | La navicella di Pilaf giunge sul posto, e Mai per errore pronuncia il nome del Mago Piccolo con l'altoparlante esterno attivo, così Yajirobei conoscendo la storia del mostro si mette al riparo lasciando a Goku la sua sfera. I due iniziano a combattere; al primo attacco Goku riesce a stendere Piccolo, ma quest'ultimo inizia a fare sul serio travolgendo di colpi l'avversario, fino a prenderlo per il collo. Goku mordendogli una mano riesce ad allontanarsi, ma continua a subire i colpi. A questo punto, rendendosi conto della sua inferiorità tenta la Kamehameha, che l'avversario in un primo momento scambia per la Mafuba. Il colpo comunque non ha nessun effetto pur avendolo colpito in pieno. |                   |          |
| 110 | L'ultima speranza 「がんばれっ！孫悟空！！」 - Ganbare! Son Gokū!! | 4 maggio 1988     | 1998     |
| 110 | Il Grande Mago Piccolo si appresta a dare il colpo di grazia a Goku; il demone gli scaglia un potentissimo raggio energetico a due mani, che il protagonista riesce a evitare, per poi esserne investito in pieno da un altro che apparentemente lo uccide. Piccolo gli ruba la sfera e va via. Yajirobei si avvicina a Goku per seppellirlo, se non fosse che miracolosamente il cuore del giovane ricomincia a battere. Dopo essersi dissetato Goku chiede a Yajirobei di accompagnarlo alla Torre di Karin. Il gruppo di Muten trova l'ultima sfera in una zona forestale. Essi si accorgono che le ultime due sfere sono in mano a Piccolo che si sta proprio dirigendo da loro ed escogitano quindi un piano; Tenshinhan e Muten ruberanno le sfere, e Jiaozi evocherà Shenron ed esprimerà il desiderio. Tuttavia quando Piccolo giunge sul posto ingoia le due sfere intuendo la situazione, così Muten addormenta Tenshinhan con un gas soporifero e decide di affrontare il demone. |                   |          |
| 111 | Scontro letale 「亀仙人の最後の魔封波！！」 - Kame-Sen'nin no Saigo no Mafūba!! | 11 maggio 1988    | 1998     |
| 111 | Il Grande Mago Piccolo scende in campo pronto per affrontare l'eremita della tartaruga; Muten dice all'avversario dove sono sepolte le sfere, ma non sembra intenzionato a combattere. Dopo avere subito alcuni colpi di provocazione il vecchio maestro rivela di essere un discepolo di Mutaito e si appresta ad eseguire la Mafuba al costo della sua vita; la tecnica viene eseguita e sembra avere successo, ma quando è sul punto di rinchiudere il demone sbaglia traiettoria. Muten quindi muore dopo avere assicurato all'avversario che prima o poi un giovane lo sconfiggerà. Mentre Goku con Yajirobei è sempre in viaggio per la torre di Karin il Mago Piccolo riunisce le sette sfere ed evoca il Dio Drago Shenron. |                   |          |
| 112 | Il desiderio di Al Satan 「若がえるか！？ピッコロ大魔王」 - Wakagaeru ka!? Pikkoro Daimaō | 18 maggio 1988    | 1998     |
| 112 | Shenron è stato evocato, allora Tenshinhan, ancora incapace di muoversi, telepaticamente chiede a Jiaozi di anticipare il Grande Mago Piccolo chiedendo al drago di distruggerlo. Jiaozi formula il desiderio, ma senza riuscirlo a completare, in quanto Piccolo lo vede e lo uccide con un colpo energetico. A questo punto il demone desidera la giovinezza eterna e la ottiene. Quando il Dio Drago sta per andarsene Piccolo lo distrugge, così da prevenire che qualcun altro lo evochi per ucciderlo, dopo di che si dirige al castello del Re del mondo, non prima di avere cacciato Pilaf e i suoi seguaci. Goku e Yajirobei finalmente raggiungono la Torre di Karin, dove ritrovano Upa e Bora. |                   |          |
| 113 | Attacco al castello 「キングキャッスルの攻防！！」 - Kingu Kyassuru no Kōbō!! | 25 maggio 1988    | 1998     |
| 113 | Goku, dopo avere spiegato la situazione a Upa e suo padre, chiede a Yajirobei di accompagnarlo in groppa fino alla cima dell'obelisco di Karin promettendogli del cibo; i due partono grazie a una potente spinta di Bora. Il Grande Mago Piccolo giunge al castello e uccide tutti i soldati del re, che nel frattempo viene portato via di nascosto dai soldati, ma il demone dopo avere ammazzato una guardia li scova. Intanto Bulma e gli altri raggiungono Tenshinhan scoprendo la brutale verità. Tenshinhan decide di apprendere la Mafuba avendola vista una volta, al contrario di Yamcha che non l'hai mai potuta vedere. Yajirobei infine raggiunge la cima della torre. |                   |          |
| 114 | Sete di vendetta 「悟空のねがい！！カリン様もなやむ」 - Gokū no Negai!! Karin-sama mo Nayamu | 1º giugno 1988    | 1998     |
| 114 | Il Grande Mago Piccolo raggiunge l'aereo del re e lo sfonda, reclamando il suo trono. Sulle prime il re rifiuta, ma è poi costretto ad accettare quando Piccolo distrugge un'intera città con un colpo; quindi i due vanno al castello per fare un annuncio alla nazione. Goku e Yajirobei salgono sull'obelisco, accolti da Karin che è già informato su tutto. Tenshinhan intanto si concentra per capire come riprodurre la Mafuba, mentre Bulma e gli altri mettono i cadaveri dei loro amici nei moduli ibernanti e vengono a sapere della morte di Shenron. Dopo avere ripreso le forze con un fagiolo magico Goku scopre che anche il maestro Muten è morto e che Karin non ha più nulla da insegnargli. Tuttavia, quando Goku assetato di vendetta mostra di non temere la morte, Karin gli accenna dell'acqua divina. |                   |          |
| 115 | Il mistero dell'acqua miracolosa 「手に入れろ！謎の超神水」 - Te ni Irero! Nazo no Chōshinsui | 8 giugno 1988     | 1998     |
| 115 | Karin spiega a Goku che l'acqua divina potrebbe renderlo più potente, e che essa si trova ai confini settentrionali del mondo dentro ai labirinti di ghiaccio, dove pare nessuno sia mai più tornato vivo. Il bambino accetta la sfida e vi si dirige tramite una delle anfore di Karin, dove accidentalmente entra anche Yajirobei che quindi si unisce controvoglia alla ricerca. I due, dopo avere distrutto una lastra di ghiaccio, risvegliano l'entità nelle viscere, scontrandosi con un mostro di neve. Poco dopo l'entità chiama al servizio un uomo con le sembianze dell'eremita della tartaruga. Al castello del re il mostro Piano istruisce i cuochi a preparare una buona colazione al Grande Mago Piccolo. |                   |          |
| 116 | Nelle viscere della Terra 「生きていた亀仙人！？」 - Ikite Ita Kame-sen'nin!? | 22 giugno 1988    | 1998     |
| 116 | Yajirobei e Goku si separano; quest'ultimo incontra l'eremita della tartaruga, sorprendendosi che sia ancora vivo, e viene accompagnato alla Kame House incastonata nelle viscere del terreno; qui dentro trova Yamcha, Bulma, Puar, Olong, Lunch e la Tartaruga. Essi, molto allegri, cercano di convincerlo a lasciare perdere l'acqua divina e il Mago Piccolo, ma Goku si rifiuta e continua il suo tragitto, così il falso Muten inizia ad attaccarlo. Yajirobei, che inseguiva un rettile, cade da un burrone riunendosi a Goku su un precipizio e, dopo qualche peripezia, tutte le illusioni svaniscono. L'oscurità cede l'acqua divina a Goku, spiegandogli che è anche un potente veleno e che coloro che l'hanno bevuta non sono sopravvissuti; inoltre l'acqua ha il potere di risvegliare la forza latente, ma solo se è presente. Il protagonista la beve e dopo avere patito i dolori del veleno risveglia la sua forza nascosta. Piccolo inaugura la sua presa di potere in TV e abolisce gli organi di polizia e ogni forma di pace, inneggiando il mondo alla totale anarchia. |                   |          |
| 117 | Il potere speciale 「孫悟空ついに発進！！」 - Son Gokū Tsui ni Hasshin!! | 29 giugno 1988    | 1998     |
| 117 | Adesso che il Grande Mago Piccolo ha abolito ogni forma di pace e giustizia tutti i criminali impazzano, liberando le carceri, mentre una babygang tenta di fare baccano, ma viene bloccata da Suno e N.8 che stanno soccorrendo le persone sopravvissute alla città distrutta. Tenshinhan completa finalmente la Mafuba; avverte quindi Yamcha e gli altri che si sta dirigendo al castello per sigillare Piccolo. Goku e Yajirobei ripercorrono il sentiero tornando da Karin. Son Goku sente una nuova forza, inoltre si dimostra in grado di percepire l'aura del demone e di capire dove si trova. Karin gli regala un pezzo di Nuvola Kinto (rivelando che era stato lui a darla Muten), così Goku si mette in moto per regolare i conti con il Mago Piccolo. |                   |          |
| 118 | Pericolo ad occidente 「天津飯の決意！！」 - Tenshinhan no Ketsui!! | 6 luglio 1988     | 1998     |
| 118 | Il Grande Mago Piccolo fa un nuovo intervento in TV; per inaugurare la sua incoronazione come re del mondo deciderà il 9 maggio di ogni anno una delle 43 province esistenti a sorteggio e la distruggerà, portando quindi all'estinzione dell'umanità nel giro di 43 anni. Il numero che esce è la 29, dove abitano i genitori di Bulma; Piccolo quindi si appresta a partire per distruggerla. Intanto alla Kame House fanno irruzione alcuni criminali, ma vengono sgominati da Lunch e Yamcha. Tenshinhan giunge al castello e sfida il demone, cercando di avvicinarsi il più possibile per usare la Mafuba. Tuttavia a sorpresa Piccolo, che non vuole sporcarsi le mani, genera un uovo da dove nasce Drum (Drug), un nuovo mostruoso sottoposto. |                   |          |
| 119 | Prova finale per Tensing 「きまるか！？伝説の魔封破」 - Kimaru ka!? Densetsu no Mafūba | 20 luglio 1988    | 1998     |
| 119 | Tenshinhan è ostacolato da Drum e allora cerca prima di sconfiggerlo, ma il combattimento si rivela arduo; infatti il nuovo sottoposto è molto più forte di Cymbal e Tamberin e l'incontro termina a suo favore. Intanto alla Kame House Bulma è preoccupata per i suoi genitori, ma scopre che stanno bene senza curarsi del pericolo, così lei, Yamcha e Lunch decidono di andare tutti insieme da Piccolo. Goku intanto è vicinissimo, ma fa una sosta per salvare Chichi e suo padre da alcuni soldati corrotti. Tenshinhan dopo alcune difficoltà riesce a colpire Drum, ma quest'ultimo non aveva usato il massimo potere e così colpendolo alla schiena sconfigge il giovane. Fortuna vuole però che l'attacco porti Tenshinhan vicino al demone; il giovane sfrutta quindi l'occasione per fare la Mafuba, però Drum si mette di nuovo in mezzo, dando quindi a Piccolo il tempo di distruggere il cuociriso elettrico. Tenshinhan, ancora vivo, sta per essere ucciso, ma viene salvato da Goku che uccide Drum con un solo colpo. |                   |          |
| 120 | Goku all'attacco 「悟空・怒りのフルパワー！！」 - Gokū・Ikari no Furu Pawā!! | 27 luglio 1988    | 1998     |
| 120 | Il Grande Mago Piccolo e Goku si affrontano. Intanto Yamcha, Bulma e Lunch sono in viaggio verso il castello. I due si battono ferocemente sotto gli occhi impietriti di Tenshinhan e del re del mondo. Lo scontro inizia ad andare a favore di Goku, che colpisce duramente Piccolo; quest'ultimo allora decide di usare la sua massima potenza al costo di una riduzione della sua vita, tuttavia anche Goku rivela di non avere usato il massimo potere. Piccolo contrattacca e scaraventa l'avversario violentemente al suolo, apparentemente uccidendolo. Quando tutto sembra finito Goku rispunta dal terreno in procinto di sferrare una Kamehameha. |                   |          |
| 121 | La grande sfida 「孫悟空最大の危機！！」 - Son Gokū Saidai no Kiki!! | 3 agosto 1988     | 1998     |
| 121 | Goku lancia un'onda Kamehameha verso Piccolo, che si appresta a pararla, ma il bambino con la coda con sorpresa riesce a curvare l'onda per poi colpirlo alle spalle. A questo punto lo scontro infuria, ma Goku resta sempre in vantaggio rispetto a Piccolo. Il demone, dopo essere stato scaraventato su una delle case vicine al palazzo del re, distraendo Goku riesce a ferirlo a una gamba con un raggio energetico. Il protagonista tuttavia si aiuta con il bastone Nyoi mantenendo il vantaggio. Piccolo allora concentra tutto il suo potere, e riesce prima a togliere il bastone all'avversario e poi lasciare esplodere un Bakurikimaha distruggendo l'intero castello. Goku si è salvato grazie a Tenshinhan, che però ha esaurito tutte le forze; comunque il protagonista riesce a colpire Piccolo mentre si concentra per un nuovo attacco, ma il suo colpo è debole per via della gamba. Vi è quindi una nuova esplosione; Goku sopravvive ancora e si solleva con la nuvola kinto. |                   |          |
| 122 | Vittoria! 「最後の賭け！！」 - Saigo no Kake!! | 10 agosto 1988    | 1998     |
| 122 | Goku è sopravvissuto al potente attacco avversario e, nonostante sia ferito, è ancora pronto a combattere. Il Grande Mago Piccolo invece è spaventato dalla resistenza del ragazzino e prende in ostaggio Tenshinhan, minacciando di ucciderlo se Goku non farà ciò che vuole il demone. Piccolo quindi usa due pietre per ferire anche l'altra gamba e il braccio sinistro di Goku e, una volta che il ragazzino è al tappeto impotente, lascia Tenshinhan e si alza in volo per dare il colpo di grazia al suo avversario. Ma il ragazzino, urlando di avere ancora un braccio in salute, convoglia tutta la sua energia nella mano destra lancia un'onda sul terreno usandola come propulsione per scagliarsi contro Piccolo in un ultimo attacco. Lo scontro è impressionante e Goku, avendo messo tutto sé stesso in quell'ultimo pugno, riesce a perforare e quindi sconfiggere finalmente il demone, che prima di morire però lancia un ultimo uovo, dal quale nascerà il suo successore, suo figlio. Goku si salva dallo schianto a terra grazie all'intervento di Yajirobei e si fa portare da Karin per farsi medicare. |                   |          |
| 123 | Il segreto del bastone magico 「如意棒の秘密」 - Nyoibō no Himitsu | 17 agosto 1988    | 1998     |
| 123 | Tenshinhan si ricongiunge con Yamcha, Bulma e Lunch mettendoli al corrente della situazione, mentre Bulma avverte i media della sconfitta del Grande Mago Piccolo; Yajirobei invece porta Goku alla Torre di Karin per curarsi le ferite. Karin rivela che l'anima di chi viene ucciso dai membri della famiglia demoniaca vaga per l'eternità senza mai raggiungere l'aldilà, ma che è possibile resuscitare il drago Shenron facendo appello al creatore delle sfere del drago, Dio, il quale risiede in un tempio molto al di sopra della Torre di Karin accessibile tramite il bastone magico di Goku. Il bambino corre a prendere il bastone. Nel frattempo l'uovo lanciato da Piccolo si schiude e ne esce una malvagia piccola creatura con le sue stesse sembianze e intenzionata a vendicare suo padre. |                   |          |
| 124 | Il tempio sopra le nuvole 「雲の上の神殿」 - Kumo no Ue no Shinden | 24 agosto 1988    | 1998     |
| 124 | Goku, recuperato il bastone, parte; il suo viaggio attaccato al bastone dura quasi un intero giorno, fra diversi ostacoli e pericolosi fulmini. Giunto al santuario incontra Mr. Popo, assistente di Dio che, dopo essersi fatto mostrare il sonaglio, lo informa che per vedere Dio bisogna prima confrontarsi con lui e vincere. Goku molto sicuro di sé accetta la sfida, ma il misterioso tizio è molto superiore a lui, tanto da umiliarlo e dubitare di avere davvero di fronte chi ha sconfitto il Grande Mago Piccolo. Nel frattempo il figlio del demone, bramoso di creare dolore e caos, disturba una felice famigliola di campagna. |                   |          |
| 125 | Al cospetto del Supremo 「神様登場！！」 - Kami-sama Tōjō!! | 31 agosto 1988    | 1998     |
| 125 | Mentre sulla Terra Piccolo continua a scoprire i suoi poteri al Santuario di Dio il ragazzino continua a fronteggiare Mr. Popo. Ma quest'ultimo è a un livello completamente diverso rispetto al suo avversario; gli spiega che bisogna svuotare la mente per arrivare alla velocità del lampo, che bisogna imparare a sfruttare tutti i sensi, non solo la vista, e che non bisogna muoversi troppo e farlo senza movimenti bruschi. Nonostante queste importanti lezioni che dimostrano l'abisso fra i due Goku non vuole arrendersi, anzi è eccitato all'idea di avere incontrato qualcuno tanto forte, quindi Dio decide di dargli ugualmente il permesso di vederlo. Ma quando costui mostra il suo volto Goku sorpreso lo attacca immediatamente, in quanto il suo aspetto è tale e quale a quello del Grande Mago Piccolo. Dio, dopo averlo fermato con un dito, spiega che una volta lui e Piccolo erano la stessa persona e che lui si separò dalla sua metà malvagia per potere diventare Dio. |                   |          |
| 126 | Shenron risorge 「よみがえる神龍！！」 - Yomigaeru Shenron!! | 14 settembre 1988 | 1998     |
| 126 | Dio già conosce il motivo che ha spinto Goku a venire da lui, così manda Mr. Popo a prendere il modellino del drago; mentre il fedele assistente lo ripara Dio dice al ragazzino che in cambio di questo favore lui dovrà restare lì ad allenarsi per tre anni in vista del prossimo Torneo Tenkaichi e lo mette al corrente dell'esistenza di Piccolo, che sicuramente parteciperà alla manifestazione per vendicarsi. Aggiunge che inizialmente non voleva ridare vita alle sfere del Drago, dato che sono sempre state usate per loschi scopi personali mentre lui le aveva create per ridare speranza, ma vedere Goku e il suo cuore puro gli hanno fatto cambiare idea. Una volta che Popo ha terminato il suo lavoro Dio infonde nuovamente energia vitale alla statuina facendo rinascere Shenron e dando modo di potere chiedere subito il desiderio: alla Kame House tutti sono sorpresi dell'attivazione delle sfere e della comparsa del drago, che informa tutti sul perché sia tornato e sulla posizione del loro amico, dopo di che resuscita tutte le vittime del Grande Mago Piccolo e seguaci, inclusi Crilin, Jiaozi e il maestro Muten. |                   |          |
| 127 | Più veloce del lampo 「カミナリよりも速く！！」 - Kaminari yori mo Hayaku!! | 21 settembre 1988 | 1998     |
| 127 | Goku prosegue il suo allenamento per imparare a sfruttare appieno tutti e cinque i sensi: avendo difficoltà nel cimentarsi nell'impresa chiede a Mr. Popo di usare lo stesso metodo che usò lui per imparare, così l'assistente di Dio lo spedisce sul Monte Tonante a recuperare una corona. Il compito sembra facile, ma appena Goku prende l'oggetto dal piedistallo dove era poggiato si attiva un meccanismo che crea una grossa nube temporalesca che scaglia fulmini attirati dalla corona, che come se non bastasse una volta infilata non si può più togliere. Dopo essere stato colpito diverse volte perde la corona e cade giù dal monte. Sarà una bambina ad aiutarlo a rimettersi in sesto e involontariamente a svelargli il segreto per affrontare la sfida: ella infatti era riuscita a percepire in lontananza la presenza del suo uccellino, così Goku capisce che per superare la montagna non ha bisogno dell'udito e della vista, come diceva Popo, ma deve percepire il fulmine. Tornato sul Monte Tonante con il nuovo sistema riesce con successo a schivare una saetta, ma preso dall'entusiasmo viene colpito da una seconda. |                   |          |
| 128 | La serenità celestiale 「空のように静かに」 - Sora no yō ni Shizuka ni | 28 settembre 1988 | 1998     |
| 128 | Goku si risveglia al Santuario di Dio dopo l'avventura sul Monte Tonante e Mr. Popo, reputando questa meta ancora troppo difficile per l'allievo, questa volta spedisce Goku in una foresta per farlo allenare a raggiungere la serenità celestiale. Una volta lì il ragazzino è convinto di dovere cercare un forte avversario da affrontare e grazie a una numerosa famigliola scopre l'esistenza di uomo molto forte chiamato Jaunchun; recatosi da lui però scopre di avere viaggiato a vuoto, in quanto l'uomo non è forte come si aspettava. Caso vuole sarà proprio il nonno di quella famigliola a insegnargli, tramite la pesca, a raggiungere la serenità celestiale. Intanto alla Kame House il maestro Muten sprona Crilin, Yamcha e Tenshinhan ad allenarsi per conto proprio in giro per il mondo, altrimenti non potranno mai competere con il loro amico Goku. |                   |          |
| 129 | Viaggio nel passato 「時をかける悟空」 - Toki o Kakeru Gokū | 12 ottobre 1988   | 1998     |
| 129 | Per il suo addestramento questa volta Goku viene condotto in una particolare stanza all'interno del Santuario di Dio in grado di fare viaggiare nel tempo e viene spedito da un maestro del passato molto forte e saggio. Lì si incontra dapprima con le versioni giovani di Muten e dell'eremita della Gru e poi viene condotto dal loro maestro, Mutaito. Quest'ultimo accetta la sfida del ragazzino e lo sconfigge con facilità, mostrando grandi abilità spirituali, dopodiché lo conduce a una cascata e lo indirizza a un esercizio per poterla dividere con la sola forza spirituale. Durante questa pratica l'eremita della Gru rapisce una ragazza e tende un'imboscata a Goku e Muten, che alla fine finiscono in una trappola circondati dalle fiamme: in quel momento il ragazzino riesce a concentrarsi e a usare la sua forza spirituale per separare le fiamme e salvarsi. Tutto si conclude per il meglio, ma una volta tornato alla cascata stranamente Goku non riesce nuovamente a dividerla. |                   |          |
| 130 | Goku contro se stesso 「悟空の敵は…悟空！？」 - Gokū no Teki wa...Gokū!? | 19 ottobre 1988   | 1998     |
| 130 | Goku continua il suo addestramento senza evidenti progressi, quindi Mr. Popo gli prepara una prova che dovrebbe fargli finalmente aprire gli occhi: gli presenta quindi un avversario mascherato della stessa statura di Goku e lo fa affrontare al ragazzino, fino a che uno dei due non si arrenderà. Il misterioso combattente sembra essere superiore a Goku, ma quando quest'ultimo riesce a fargli saltare la maschera scopre con grande sorpresa che ha il suo stesso aspetto. Popo rivela essere quello un clone uguale in tutto e per tutto a Goku e il motivo per cui però è superiore all'originale è perché il clone riesce a svuotare la mente per sfruttarla al meglio. Giunti al tramonto ormai Goku è allo stremo delle forze, ma quando il clone sta per infliggergli il colpo di grazia il ragazzino riesce a svuotare la mente e a mettere al tappeto il suo avversario. La felicità di avere vinto la sfida dura poco, in quanto Mr. Popo rivela che in realtà è solamente terminato il potere che teneva in vita il fantoccio: Goku deve ancora lavorare molto su sé stesso. Nel frattempo Crilin, Yamcha, Tenshinhan e Jiaozi si dirigono alla Torre di Karin. |                   |          |
| 131 | L'eruzione 「それぞれの道をめざして」 - Sorezore no Michi o Mezashite | 26 ottobre 1988   | 1998     |
| 131 | La nuova prova di Mr. Popo consiste nel giocare a mosca cieca e prendersi imparando a percepire l'energia spirituale che ognuno di noi emana. Popo riesce senza alcun problema a sentire e prendere Goku, mentre il ragazzino incontra incredibili difficoltà. Intanto Crilin, Yamcha, Tenshinhan e Jiaozi, sempre alla ricerca della Torre di Karin, giungono a un villaggio alle pendici di un vulcano dove gli abitanti credano risieda il loro signore, dalle sembianze di un demone, e al quale dedicano rituali e festeggiamenti. Ma durante la lieta giornata dove i nostri amici sono stati invitati il vulcano esplode, scatenando il panico generale. |                   |          |
| 132 | La colata lavica 「マグマより熱く」 - Maguma yori Atsuku | 2 novembre 1988   | 1998     |
| 132 | Il vulcano esplode e Crilin, Yamcha, Tenshinhan e Jiaozi decidono di fare qualcosa per salvare il villaggio alle sue pendici. Ogni tentativo di bloccare la colata lavica con rocce o colpi energetici sembra vano, ma Yamcha ha un'idea: mentre gli altri cercano di fare qualcosa per rallentarla lui distruggendo una diga naturale permette a un'enorme mole d'acqua di riversarsi nella foresta, fermando l'avanzata della lava. Quando tutto sembra passato però c'è una nuova esplosione del vulcano e quindi una nuova incombente minaccia, ma unendo tutte le loro forze in un unico potente attacco i nostri amici riescono a creare un muro di detriti abbastanza solido da deviare la colata al di fuori del villaggio, salvandolo. Intanto Goku continua la sua ricerca di Mr. Popo tramite l'energia spirituale. |                   |          |
| 133 | Di nuovo insieme 「嵐の前の再会」 - Arashi no Mae no Saikai | 9 novembre 1988   | 1998     |
| 133 | Sono passati tre anni da quando il Grande Mago Piccolo è stato sconfitto ed è giunto il giorno del Torneo Tenkaichi. Tutti i nostri amici si incontrano lì e alcuni di loro sono cambiati e cresciuti, ma colui che lascia tutti di stucco è Goku, diventato un ragazzo alto e snello, tanto da non essere riconosciuto inizialmente. Finalmente si riabbraccia con il suo amico Crilin e dopo la felice riunione si parte con le eliminatorie. Non essendo più suoi allievi il maestro Muten non ha preparato ai ragazzi le solite divise, ma gli atleti se le sono comunque fatte fare in proprio, in omaggio nei suoi confronti; inoltre non parteciperà più alle gare in quanto il livello sia diventato troppo alto per lui. Mentre attendono il sorteggio Crilin e Yamcha notano la mancanza della coda di Goku, il quale spiega essere stato Dio a togliergliela per una misteriosa motivazione riguardante la Luna. In quel momento l'attenzione del ragazzo però viene attirata da un particolare individuo: costui è veramente venuto al Torneo, il figlio del Grande Mago Piccolo. |                   |          |
| 134 | Le eliminatorie 「波乱の天下一武道会」 - Haran no Tenka-ichi Budōkai | 16 novembre 1988  | 1998     |
| 134 | Le eliminatorie iniziano e oltre al Grande Mago Piccolo i guerrieri incontrano una misteriosa bella ragazza che avvicina Goku, ma, quando quest'ultimo non la riconosce, si infuria e se ne va. Grazie ai poteri di Jiaozi nessuno degli amici si trova contro nei tabelloni e il demone viene spedito in un altro girone; le gare iniziano e Goku si trova davanti, come tre anni prima, Re Chapa, desideroso di vendetta per quanto accaduto l'ultima volta. Ma lo scontro viene vinto dal giovane in men che non si dica e senza il minimo sforzo. Anche Yamcha, Crilin e Tenshinhan non sono da meno e vincono facilmente ogni loro incontro, mentre a Jiaozi spetta un amaro incontro: viene brutalmente sconfitto da colui che si rivela come Taobaibai, il killer fratello dell'Eremita della Gru. Dopo essere sopravvissuto all'esplosione ha speso tutti i suoi soldi per rimettersi in sesto, trasformandosi in un cyborg, venuto al torneo solo per vendicarsi di Goku e Tenshinhan, considerato un traditore. |                   |          |
| 135 | I magnifici otto 「選ばれた８人」 - Erabareta Hachinin | 23 novembre 1988  | 1998     |
| 135 | Goku, Yamcha, Crilin, Tenshinhan e il misterioso MaJunior si qualificano facilmente alle finali, mentre l'uomo mascherato (Yajirobei) viene sconfitto in modo apparentemente fortuito dal vecchio Shen. Goku viene a sapere che tutti i suoi amici, durante il periodo degli allenamenti, sono arrivati all'obelisco di Karin. Intanto escono i risultati dei sorteggi; 1. Taobaibai VS Tenshinhan, 2. Goku VS Anonima, 3. Crilin VS Piccolo, 4. Shen VS Yamcha. Dopo le minacce dell'eremita della Gru, di cui Goku comunque non è preoccupato, inizia il primo incontro tra Tenshinhan e Taobaibai. |                   |          |
| 136 | Tensing contro Taipai 「殺し屋桃白白の逆襲」 - Koroshiya Taopaipai no Gyakushū | 30 novembre 1988  | 1998     |
| 136 | L'incontro fra Tenshinhan e Taobaibai inizia e dopo un lungo studio il killer, approfittando dell'Eremita della Gru che distrae il suo ex allievo, attacca ma viene facilmente evitato e messo al tappeto. Tenshinhan schiva senza problemi tutti i suoi colpi e lo blocca, ma il killer smonta la mano intrappolata e colpisce con una spada retrattile. L'arbitro chiama il fallo e la squalifica, ma Taobaibai è interessato a uccidere il suo avversario, il quale però adirato non si arrende neanche di fronte all'ultima potente arma del killer: il cannone Super Dopompa situato nella sua altra mano. Il cyborg, sicuro di uccidere Tenshinhan, lancia la sua tecnica, ma il ragazzo la blocca con la sola energia spirituale e stende Taobaibai con un solo colpo. Infine lo porta all'Eremita della Gru, pregandolo di sparire e non farsi più vedere. |                   |          |
| 137 | Goku trova moglie 「孫悟空の結婚」 - Son Gokū no Kekkon | 7 dicembre 1988   | 1998     |
| 137 | Inizia il secondo incontro del torneo, che vede Goku contro la ragazza misteriosa. Al suono del gong quest'ultima si lancia sull'avversario tempestandolo di colpi e dicendosi adirata per una promessa non rispettata da Goku. Dopo essere stata spinta fuori dal ring la fanciulla rivela essere Chichi, la figlia dello Stregone del Toro, e Goku finalmente ricorda quel momento: prima di andare via tanti anni prima le promise di venire a prenderla in moglie; in realtà il bambino credeva si trattasse di qualcosa da mangiare, ma essendo lui in torto mantiene fede alla sua promessa e chiede la sua mano. Nel terzo incontro Goku mette seriamente in guardia Crilin sul suo avversario Piccolo e quando il match comincia il ragazzo sa farsi valere usando molte buone tattiche, un'abile tecnica, la tecnica di galleggiamento imparata da solo e senza dare fiato al suo avversario. Piccolo però non ha ricevuto danni e per farsi perdonare di averlo sottovalutato dice a Crilin che adesso gli mostrerà un po' del suo vero potere. |                   |          |
| 138 | Il misterioso Shen 「謎の男・シェン」 - Nazo no Otoko・Shen | 14 dicembre 1988  | 1998     |
| 138 | Piccolo si concentra a lungo per raccogliere le sue forze e attacca il suo avversario afferrandolo allungando a sorpresa un suo braccio e assestandogli un potente pugno. Crilin non si arrende e contrattacca, venendo però scaraventato in aria: resosi conto di non avere chance decide di usare una Kamehameha con tutte le forze rimaste, sperando di cogliere alla sprovvista Piccolo, ma quest'ultimo lo inganna con la tecnica Zanzoten e lo colpisce violentemente in testa scaraventandolo al suolo. Crilin si rialza ma dichiara la resa. Giunge infine l'ultimo incontro dei quarti di finale del Torneo, che vede Yamcha contro Divo: quest'ultimo appare come un uomo comunissimo che non conosce le arti marziali, ma per Yajirobei sarà lui a vincere e anche Goku ha una strana sensazione. Lo scontro ha inizio e casualmente Divo colpisce due volte Yamcha, creando delle gag molto comiche, ma poi rivela che non vorrebbe continuare con questa recita. I due decidono quindi di fare sul serio e sotto lo stupore generale Divo colpisce il suo avversario con un'incredibile velocità e tecnica. |                   |          |
| 139 | Goku e Tensing di nuovo a confronto 「激闘ふたたび！悟空VS天津飯」 - Gekitō Futatabi! Gokū Tai Tenshinhan | 21 dicembre 1988  | 1998     |
| 139 | Il match fra Yamcha e Divo continua e quest'ultimo continua ad avere la meglio. Da tanti consigli al suo avversario, lo incita a continuare ad allenarsi perché può facilmente diventare più forte di lui e gli rivela non essere un essere umano e che ha trasferito la sua anima a dentro quel corpo. Soltanto Goku riesce a sentire questa frase e inizia ad avere qualche sospetto, mentre Yamcha non gli crede e sfodera la nuova tecnica Sokidan, una velocissima sfera d'energia manovrabile con la quale mette in difficoltà Divo. Quando l'uomo viene colpito dalla tecnica Yamcha abbassa la guardia e il suo avversario ne approfitta per buttarlo fuori dal ring. Goku finalmente comprende, pensando a un gioco di parole sul nome, che Divo in realtà è Dio in persona; dopo di che iniziano le semifinali, con l'incontro fra il ragazzo e Tenshinhan. I due si combattono senza un attimo di tregua e sembrano essere alla pari, ma Goku non è affaticato quanto Tenshinhan. |                   |          |
| 140 | Scontro fra titani 「ほんとうの力」 - Hontō no Chikara | 11 gennaio 1989   | 1998     |
| 140 | L'incontro fra Goku e Tenshinhan continua e i due si battono alla pari, ma a un certo punto il tre occhi fa notare al suo avversario di non avere allenato abbastanza la velocità e lo assale con una rapidità impressionante. Goku riesce a seguirlo con gli occhi ma non si muove abbastanza in fretta e viene messo in crisi; quindi chiede un time out per togliersi alcuni vestiti. Con sorpresa di tutti gli stivali, le polsiere e la maglia sono pesantissimi. Il match riprende e quando Tenshinhan crede che la velocità dell'avversario non sia cambiata molto scopre che durante uno scambio di colpi Goku gli ha sfilato la cintura dei pantaloni; la rapidità del ragazzo è aumentata incredibilmente e così Tenshinhan decide di usare una nuova tecnica a sua detta non molto potente, ma impossibile da schivare: dunque avverte Goku di prepararsi perché non potrà mai sfuggire ai suoi dodici occhi. |                   |          |
| 141 | Tensing si fa in quattro 「四人の天津飯」 - Yonin no Tenshinhan | 18 gennaio 1989   | 1998     |
| 141 | Tenshinhan di fronte al suo avversario e tutti i presenti svela la sua tecnica: dopo una lunga concentrazione si divide arrivando a ottenere tre sue copie. Con questa tecnica chiamata Shishin no ken i Tenshinhan attaccano Goku simultaneamente mettendolo in difficoltà. Ma dopo questo attacco Goku dice di avere trovato un punto debole nella tecnica e utilizza il Tayoken, accecando i quattro corpi dell'avversario. Inoltre Goku osserva che una debolezza del Shishin no ken consiste nel suddividere le proprie capacità (forza, velocità, resistenza) in quattro corpi, e con un rapido colpo butta fuori dal ring i quattro Tenshinhan. |                   |          |
| 142 | Shen contro Junior 「どっちが強い！？神VSピッコロ大魔王」 - Docchi ga Tsuyoi!? Kami Tai Pikkoro Daimaō | 25 gennaio 1989   | 1998     |
| 142 | Prima che inizi la seconda semifinale Goku va da Divo dichiarando di avere scoperto la sua identità di Dio. Quest'ultimo rivela di essere lì per occuparsi personalmente di Piccolo, perché Goku non ha il coraggio di ucciderlo, essendo venuto a sapere da Mr. Popo che, a causa del loro legame, se Piccolo o Dio dovessero morire l'altro farebbe la stessa fine. Quindi Divo scende in campo contro Piccolo, il quale capisce di trovarsi di fronte la sua controparte buona e teme che il suo avversario voglia farsi uccidere per eliminare anche lui. Divo lo smentisce dicendo di avere trovato un modo per annientarlo senza morire anche lui. Detto questo tira fuori una boccetta e lancia la Mafuuba sotto lo stupore generale: ma inaspettatamente Piccolo riesce a respingerla e rigirarla contro il suo avversario. Dio non si aspettava una contromossa del genere e prima di essere rinchiuso urla a Goku di uccidere Piccolo senza preoccuparsi di lui. |                   |          |
| 143 | La finale 「この世の運命を賭けて！」 - Kono Yo no Unmei o Kakete! | 1º febbraio 1989  | 1998     |
| 143 | Dopo l'imprigionamento di Dio Divo, l'uomo di cui aveva preso possesso, è svenuto al suolo e scaduti i dieci secondi l'arbitro dichiara vincitore Piccolo e sveglia Divo facendogli insieme al pubblico un grande applauso, ma ovviamente l'uomo toglie subito il disturbo non capendo perché si trovi lì. Uscito dal ring Goku sbarra la strada a Piccolo per farsi consegnare la boccetta, ma il demone la inghiotte chiedendogli cosa farà adesso, dato che non può ucciderlo se non vuole fare morire anche il prigioniero; gli amici di Goku chiedono delle spiegazioni e il ragazzo dunque rivela l'identità di Piccolo, di Divo, la relazione fra i due e tutti i dettagli. Visto come stanno le cose Goku rimane l'ultima speranza di fermare il male e una volta finita la pausa inizia la finalissima del torneo fra i due, che al gong d'inizio si assalgono senza alcun tentennamento. Dopo un primo scambio di violentissimi colpi però pare essere Piccolo ad avere avuto la meglio. |                   |          |
| 144 | L'onda superenergetica 「でた！究極の超カメハメ波」 - Deta! Kyūkyoku no Chōkamehameha | 8 febbraio 1989   | 1998     |
| 144 | Dopo l'immane scarica di colpi Goku è a terra apparentemente finito, ma l'avversario gli intima di rialzarsi subito perché sa che non è così facile sconfiggerlo. Così il ragazzo ridendo si rialza e i due, dopo avere concentrato le proprie energie, iniziano finalmente a combattere sul serio: avviene uno scambio velocissimo di tecniche molto potenti. Quando Piccolo sale in aria e tenta di lanciare un'onda che potrebbe distruggere tutta la sede del torneo Goku salta in alto per fare da esca, evitando la strage. Dopo di che il ragazzo vuole controbattere con la nuova tecnica Super Kamehameha, ma il maestro Muten gli ricorda il legame con Dio, facendolo quindi desistere. Per tutta risposta Piccolo denuncia la troppa bontà del suo avversario e decide di uccidere tutti coloro che si trovano lì con un potentissimo colpo energetico, ma ogni speranza sembra estinta. Crilin ricorda all'amico che possono usare le sfere del drago per resuscitare Dio e quindi Goku scaglia la sua super Kamehameha, respingendo il raggio nemico e colpendolo in pieno. |                   |          |
| 145 | Junior il gigante 「ピッコロ大魔王超巨身術」 - Pikkoro Daimaō Chōkyoshinjutsu | 15 febbraio 1989  | 1998     |
| 145 | Dopo che il polverone sollevato dalla super Kamehameha si è dilatato si scopre che Piccolo, nonostante abbia preso il colpo in pieno, non ha subito alcun danno: soltanto i suoi vestiti e il turbante ne hanno risentito. Questo però lo lascia più scoperto e la gente nota la somiglianza con il Grande Mago Piccolo, finché il demone non rivela la sua identità a tutti e dichiara di voler riconquistare il mondo dopo avere ucciso il suo avversario. Questa dichiarazione shock mette in crisi il mondo e tutti gli spettatori scappano, tranne gli amici di Goku. Lo scontro riprende e Piccolo svela una nuova tecnica con la quale diventa un gigante, che però non ha perso velocità. Nonostante l'iniziale difficoltà il ragazzo non si arrende e riesce a difendersi e mettere al tappeto l'avversario, dicendogli che non è ancora abbastanza grande da dargli problemi. Così Piccolo sorride e dopo essersi concentrato si ingigantisce ancora di più. |                   |          |
| 146 | La trappola di Goku 「孫悟空のワナ」 - Son Gokū no Wana | 22 febbraio 1989  | 1998     |
| 146 | Piccolo è diventato gigantesco, ma in realtà Goku voleva proprio questo e saltando in alto gli entra in bocca e, quando il demone riesce a sputarlo fuori il ragazzo lancia a Tenshinhan la boccetta con al suo interno Dio, liberandolo. Piccolo, dopo essere tornato alle sue normali dimensioni, lo attacca. I potenti colpi si susseguono uno sull'altro e quando il demone si prepara a un pugno decisivo Dio si mette di mezzo parandolo, dicendo a Goku di combattere insieme per porre fine alla faccenda. Il ragazzo però non ha alcuna intenzione di farsi aiutare in quanto stanno ancora disputando la finale del torneo, perciò Dio desiste e i due riprendono: Piccolo lancia una potente onda in grado di inseguire il suo avversario, ma quest'ultimo riesce a scagliarla contro il mittente, ferendolo gravemente a un braccio. Il demone sorprende tutti nuovamente strappandosi l'arto e facendosene ricrescere uno nuovo e sano e in uno stato di rabbia ormai fuori controllo decide di mostrare la sua ultima carta e inizia una lunga concentrazione, dove la sua energia coinvolge tutto ciò che lo circonda. Goku percepisce il pericolo imminente e urla ai suoi amici di andarsene immediatamente da lì. |                   |          |
| 147 | Due avversari d'acciaio 「万事休す！！」 - Banji Kyūsu!! | 1º marzo 1989     | 1998     |
| 147 | Piccolo continua a concentrarsi e a incamerare sempre più energia. Mentre i suoi amici si mettono al riparo dentro una specie di trincea, Goku decide di restare lì e che resisterà, così una volta completato il processo il demone rilascia un'esplosione potentissima che coinvolge l'intera isola. Goku resiste e si prepara al contrattacco. Avendo speso tutte le sue energie per quell'ultima tecnica Piccolo non riesce a contrastare il feroce assalto di Goku, che lo finisce al suolo con una Kamehameha; ma durante il conteggio dell'arbitro a un secondo dalla fine il demone si rialza a sorpresa e perfora la spalla dell'avversario con un raggio. Quando gli amici del ragazzo cercano di intervenire dimostra di avere ancora abbastanza potere per farli fuori senza problemi, ma a quel punto Goku si rialza e dice che può combattere anche in quelle condizioni e non ha intenzione di arrendersi. |                   |          |
| 148 | La vittoria 「やった！地球上最強の男」 - Yatta! Chikyūjō Saikyō no Otoko | 8 marzo 1989      | 1998     |
| 148 | Nonostante la grave ferita Goku continua a battersi con Piccolo, il quale, dopo averlo colpito proprio sulla ferita, riesce a rompergli entrambe le gambe e mettergli fuori uso anche l'altro braccio: adesso che il ragazzo non può muoversi il demone si prepara a dargli il colpo di grazia salendo in aria. Dio chiede a Tenshinhan di farlo fuori in modo da uccidere anche Piccolo, rassicurandolo sul fatto che potranno usare le sfere del drago, ma quando il tre occhi sta per colpire Goku urla di fermarsi dicendo che può ancora vincere. Piccolo scaglia il suo potentissimo raggio energetico, ma Goku si mette in salvo dimostrando di avere imparato a volare. Con tutta la forza che gli è rimasta e sfruttando l'effetto sorpresa si getta su Piccolo mettendolo finalmente al tappeto, poi il ragazzo chiede all'arbitro se il demone è caduto fuori dal ring. Essendo effettivamente così l'uomo dichiara Goku campione del Torneo Tenkaichi. L'arrivo di Yajirobei con i senzu rimette in sesto il giovane che dopo la felicità della vittoria ferma Dio, intento a dare il colpo di grazia a Piccolo. Goku lo smaschera affermando che le sfere sparirebbero se il loro creatore dovesse morire; Goku quindi si fa dare un altro senzu e sotto lo stupore di tutti lo dona a Piccolo, che giurando vendetta se ne va. Dio chiede a Goku di prendere il suo posto in quanto l'unico ad averne i requisiti, ma il ragazzo rifiuta e scappa sulla Nuvola d'oro insieme a Chichi. |                   |          |
| 149 | Incendio a palazzo 「炎の中のウエディングドレス」 - Honō no Naka no Uedingu Doresu | 15 marzo 1989     | 1998     |
| 149 | Goku e Chichi vanno a casa di lei per incontrare suo padre, lo Stregone del Toro, perché hanno intenzione di stabilirsi lì. L'uomo è felicissimo di rivedere il ragazzo e approva il matrimonio: dopo avere mostrato a sua figlia l'abito da sposa della defunta moglie decide di organizzare immediatamente le nozze e iniziano i preparativi. Ma all'improvviso un terremoto scuote il castello e un enorme incendio esplode in tutta l'area, isolando il castello con lo Stregone del Toro al suo interno; l'uomo dice a Goku che l'unico modo per domare le fiamme è il Ventaglio della Musa e non sapendo dove si trovi il ragazzo si dirige con Chichi dalla vecchia Sibilla, che purtroppo è malata e riesce a dirgli solamente che si trova a Est in un posto che ha a che vedere con un ottagono. I tre si muovono così in quella direzione e giungono ad alcune terme dalla forma ottagonale, dove Goku trova delle indicazioni sul ventaglio e la vecchia Sibilla ricorda di avere visto l'oggetto a casa del maestro Muten. |                   |          |
| 150 | Il mangiafuoco 「幻の火喰い鳥」 - Maboroshi no Hi Kui Dori | 22 marzo 1989     | 1998     |
| 150 | Giunti alla Kame House il ventaglio della Musa non c'è, ma Goku e Chichi trovano un libro con la formula per crearne un altro e fra gli ingredienti c'è la piuma di un uccello Mangiafuoco, quindi si dirigono nel vulcano dove dovrebbero trovarne uno. Purtroppo però lì trovano solo uno scienziato che custodisce un grosso uovo di Mangiafuoco, che li informa che gli ultimi due esemplari sono morti durante un'eruzione del vulcano. Successivamente hanno problemi con Pilaf e i suoi, intenzionati a prendersi l'uovo, e dopo averli sconfitti scoprono con gioia che un Mangiafuoco è sopravvissuto, ma anche che è impossibile prenderne le piume, infatti quel libro non era scritto correttamente. Lo scienziato ricorda però di avere sentito che il ventaglio della Musa si trova in un ghiacciaio e quindi li manda lì. |                   |          |
| 151 | Il ritrovamento del ventaglio 「チチの花嫁修業のおかげです」 - Chichi no Hanayome Shugyō no Okage Desu | 1º aprile 1989    | 1998     |
| 151 | Giunti sul ghiacciaio Goku e Chichi vengono sorpresi da una tormenta di neve, che li costringe a scendere a valle. Lì un'anziana signora di nome Octagon li informa che alle donne è vietato avvicinarsi alla montagna e che la tempesta è stata causata proprio dalla presenza di Chichi; inoltre, sapute le loro motivazioni, dice loro che la neve di quella montagna è così fredda da potere spegnere le fiamme, quindi Goku si dirige da solo a prenderne un po'. Lì incontra Pilaf e i suoi sottoposti e dopo qualche problema per la presenza di Mai torna indietro con una grossa quantità di neve; ma mentre questa si è sciolta durante il viaggio Chichi ha casualmente trovato il ventaglio della Musa, così i due tornano dallo Stregone del Toro. L'oggetto funziona davvero come dice la leggenda (agitato una volta scatena un forte vento, due volte richiama le nuvole, tre volte crea un acquazzone), ma nemmeno questo è sufficiente a estinguere l'incendio. |                   |          |
| 152 | Il monte dei cinque elementi 「いそげ悟空！五行山のなぞ」 - Isoge Gokū! Gogyōzan no Nazo | 12 aprile 1989    | 1998     |
| 152 | Neanche il ventaglio della Musa riesce a domare l'enorme incendio e la vecchia Sibilla arriva da Goku e Chichi riferendo loro che quel fuoco viene dal braciere magico e che l'unico modo di spegnerlo è andare sul Monte dei cinque elementi e chiedere a Tagiorocu, custode del braciere, di spegnerlo. Il problema è che lì si dice ci sia il passaggio per l'Aldilà, quindi è molto pericoloso avventurarsi e che nessuno è mai tornato da quel posto: i due si recano là e dopo alcune trappole e ostacoli riescono a raggiungere il braciere magico. Con grande sorpresa Goku reincontra suo nonno Son Gohan, lì a aiutare il custode di quel luogo, e quando finalmente compare Tagiorocu si scopre che il braciere non si può spegnere per nessuno motivo altrimenti si metterebbe in pericolo sia l'aldilà che il mondo dei vivi. |                   |          |
| 153 | Il matrimonio 「燃えるフライパン山！一瞬の決死行」 - Moeru Furaipan Yama! Isshun no Kesshikō | 19 aprile 1989    | 1998     |
| 153 | Tagiorocu spiega che il fumo creato dal braciere magico crea una nebbia che guida gli spiriti nel passaggio fra il regno dei vivi e dei defunti e se venisse a mancare questo li disperderebbe ovunque, senza che possano mai ritrovare la via di casa; inoltre se il fuoco magico venisse spento ci vorrebbero duecento anni per poterlo riaccendere e farlo funzionare a dovere. Ma vista la leggerezza con cui Tagiorocu prende la situazione dello Stregone del Toro Goku si innervosisce e cerca da solo di spegnere il braciere, ingaggiando uno scontro con il custode e contro cui usa il Ventaglio della Musa. Una volta visto l'oggetto Tagiorocu dice ai ragazzi che c'è una possibilità di salvare lo Stregone del Toro in quanto il ventaglio viene proprio da quel luogo e viene usato per gestire il braciere magico: l'incendio al castello è causato da una falla sul fondo del braciere e grazie al Ventaglio Goku può aprirsi un varco fra le fiamme per andare a chiuderla. Il ragazzo riesce nell'impresa e a uscire sano e salvo dal braciere. Una volta congedatosi con il nonno torna al castello, dove le fiamme si sono spente e lo Stregone del Toro si è salvato; così viene finalmente celebrato il matrimonio fra Goku e Chichi. |                   |          |

## Edizioni home video

### Giappone
Gli episodi di Dragon Ball sono stati pubblicati per il mercato home video nipponico in edizione DVD dal 4 aprile 2007 al 5 dicembre 2007.
| N°       | Data             | Dischi | Episodi                   | Extra | Fonte                |
| -------- | ---------------- | ------ | ------------------------- | ----- | -------------------- |
| 1-2-3    | 4 aprile 2007    | 1      | 1-6; 7-12; 13-18          | /     | [ 2 ] [ 3 ] [ 4 ]    |
| 4-5-6    | 2 maggio 2007    | 1      | 19-24; 25-30; 31-36       | /     | [ 5 ] [ 6 ] [ 7 ]    |
| 7-8-9    | 6 giugno 2007    | 1      | 37-42; 43-48; 49-54       | /     | [ 8 ] [ 9 ] [ 10 ]   |
| 10-11-12 | 4 luglio 2007    | 1      | 55-60; 61-66; 67-72       | /     | [ 11 ] [ 12 ] [ 13 ] |
| 13-14-15 | 1º agosto 2007   | 1      | 73-78; 79-84; 85-90       | /     | [ 14 ] [ 15 ] [ 16 ] |
| 16-17-18 | 5 settembre 2007 | 1      | 91-96; 97-102; 103-108    | /     | [ 17 ] [ 18 ] [ 19 ] |
| 19-20-21 | 3 ottobre 2007   | 1      | 109-114; 115-120; 121-126 | /     | [ 20 ] [ 21 ] [ 22 ] |
| 22-23-24 | 7 novembre 2007  | 1      | 127-132; 133-138; 139-143 | /     | [ 23 ] [ 24 ] [ 25 ] |
| 25-26    | 5 dicembre 2007  | 1      | 144-148; 149-153          | /     | [ 26 ] [ 27 ]        |

### Italia
La serie fu distribuita per la prima volta in VHS da De Agostini tra il 2001 e il 2002 nella collana editoriale Dragon Ball Collection in 34 uscite contenenti i primi 68 episodi.
La prima edizione in DVD fu pubblicata da Yamato Video in 38 dischi, distribuiti tramite De Agostini per le edicole dal 17 novembre 2007. Tra il luglio 2008 e il dicembre 2009, la serie fu distribuita da EXA Cinema per la vendita in 32 DVD, suddivisi in 8 box da 4 DVD ciascuno; gli stessi cofanetti sono stati ristampati e distribuiti dal luglio 2010 dalla CG Home Video. Nel 2012 la stessa Yamato Video ha pubblicato l'intera serie, su distribuzione Terminal Video, in un box da 21 DVD in tiratura limitata contenente per la prima volta il doppiaggio del 1989 dei primi 54 episodi. Nel 2015 La Gazzetta dello Sport ha pubblicato la serie in 21 DVD raccolti in un cofanetto. Nel 2017 Koch Media ha distribuito una nuova edizione della serie in 21 DVD contenuti in 2 box da 11 dischi (il primo) e 10 dischi (il secondo). Tutte le edizioni DVD presentano i master video giapponesi con sottotitoli per le scene tagliate e le anticipazioni, tuttavia quelli integrali non sono tradotti dal giapponese ma sono trascrizioni dei dialoghi dell'edizione Mediaset; inoltre l'audio del doppiaggio Mediaset è tratto dalla versione maggiormente censurata trasmessa su Italia 1 nel 1999 e presenta quindi delle scene prive di doppiaggio nonostante esse fossero presenti nella trasmissione su Junior TV nel 1996.